# シェイクスピア別人説

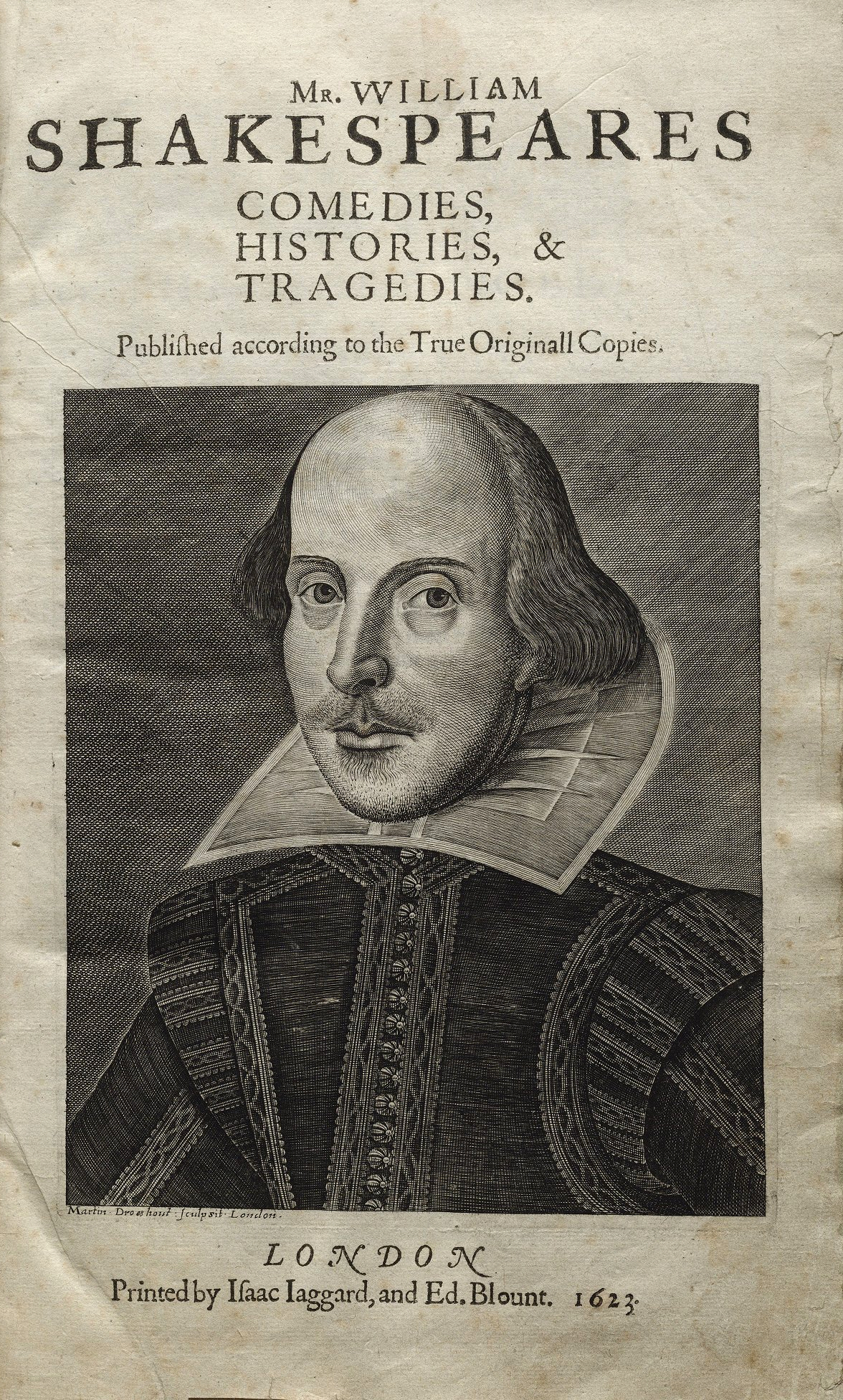
シェイクスピアの最初の戯曲全集であるファースト・フォリオ（1623年）の口絵。銅版画の作者がマーティン・ドルーシャウトであることを示す証拠が多く残っている。ベン・ジョンソンはこの肖像画を「生き写し」と評しているが、これは研究者にとっては驚くべきことである。なぜなら、シェイクスピアが没した時ドルーシャウトはまだ15歳にしかならなかったからである。この銅版画が作成された時でさえ、ドルーシャウトはまだ22歳という銅版画家としては駆け出しに過ぎなかったことも奇妙なことだと考えられてきた。反ストラトフォード派はこうした不可思議な点を疑問視し、この銅版画が実在の人物の表現というよりはむしろ「いかにもそれらしい顔」にすぎないことを示す特徴について喚起してきた。

シェイクスピア別人説（シェイクスピアべつじんせつ）は、「ストラトフォード・アポン・エイヴォンのウィリアム・シェイクスピアなる人物によって書かれたとされている作品は、実のところ他の作者もしくは“ウィリアム・シェイクスピア”という共有のペンネームを用いた作家集団によって書かれたものではないか」という話題を巡って18世紀以来続けられてきた学術的な議論である。
当然のことながら一般にシェイクスピアの作品はシェイクスピア自身によって書かれたものと認められているが、懐疑派は「本当の作者」の候補としてフランシス・ベーコンやクリストファー・マーロウ、第17代オックスフォード伯爵エドワード・ド・ヴィアーなどを含む多くの人物の名を挙げている。

## 概要

### なぜシェイクスピア別人説が起こるのか
シェイクスピアに関する、事実に基づいた、信頼に値する情報は少ない。ジョン・ミッチェルは、著書『シェイクスピアはどこにいる?』において「シェイクスピアの生涯について知られている事実は、便箋1枚の片面にそのすべてを書き尽くすことができる」とさえ述べている。ミッチェルは同書の中で、マーク・トウェインが『シェイクスピアは死んでいるのか？』（"Is Shakespeare Dead?"、1909年）で記した同じ趣旨の皮肉を引用している（トウェインは、シェイクスピアの確実に知られた事実だけを並べて貧相な伝記を書き、壮大なシェイクスピア研究の歴史総体を風刺してみせた）。
例えば、
1. シェイクスピアの個人史には所々大きな空白部分がある。
2. シェイクスピア自身によって書かれた手紙が存在しない。
3. 詳細に書かれたシェイクスピアの遺言書が現存するが、そこには本や戯曲や詩、その他いかなる書き物についても言及されていない。
4. 自分の芸術に関する持論を1つも表していない。
5. 署名が4通りもあり、どれ1つとして似た書体ではない。
6. そして、シェイクスピアの人となりについてはほとんど何も知られていない。

従って、彼の書いたものから少なからず推測することは可能だが、謎めいた人物像を明らかにする程の具体的な情報は欠如している。
シェイクスピアに関する情報は不足しているが、没してから長い歳月が経過していることや、当時の中流階級の人物に関する伝記的事実は政治家や上流階級のようには記録されなかったことなどから考えれば、これはむしろ当然のことであるというのが従来の研究者達の共通理解である。また、そもそもこれはシェイクスピアに限った話ではなく、エリザベス朝演劇を担った舞台関係者達についての情報はおおむね断片的なものであり、他の時代の劇作家についても事情は同じようなものだということも基本事項である（シェイクスピアに関する資料を同時代の大衆演劇関係者のそれと比較すれば、絶対量は少なくても相対量は多いとさえいえる）。
それに対して反ストラトフォード派（定義は後述）は、シェイクスピアに関する情報の不足を残念なこととは思わず、むしろこれこそが注目に値することだと考える。シェイクスピアについての入手可能な情報から判断する限り、従来「ウィリアム・シェイクスピア作」とされてきた作品群を書くだけの能力を、本当にシェイクスピアが有していたかどうかは疑わしいというのが彼らの主張である。さらには、同時代のよく知られた別人の方が本当の著者と考えるにふさわしいという見解とそれを裏付ける証拠を示し、シェイクスピアは単に「本当の著者」の正体を隠しておくために代理人として名前を貸していただけだと彼らは結論づける。

### 従来の見解

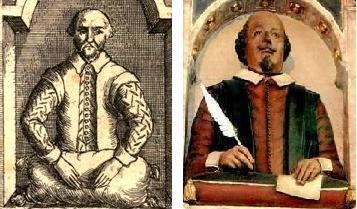
右はシェイクスピアの墓碑に立てられた彫像の写真。手にはペンと紙を持っているが、建立後間もない頃（1653年）に描かれた左のスケッチを見ると手には何も持っていない。後の修復作業の際にこの人物が文筆業者であったことを強調するため改作されたと見られている。

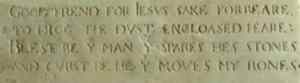
彫像の下に刻まれたシェイクスピア自身による墓碑銘。"Good friend, for Jesus' sake forbear, / To dig the dust enclosed here. / Blest be the man that spares these stones, / But cursed be he that moves my bones." （良き友よ、イエスのために、ここに封じられた塵を掘り返すのはやめよう。この墓石を惜しむ者に幸あれ、我が骨を動かす者に呪いあれ。）凡庸な4行詩であり、『ソネット集』の作者が書いたものであることを疑う者は多い。

シェイクスピアに関して広く認められている従来からの見解は以下の通りである。ウィリアム・シェイクスピアは1564年にストラトフォード・アポン・エイヴォンで生まれた。その後ロンドンへ移り、詩や戯曲を書く一方で俳優も務め、内大臣一座（後に庇護者ジェームズ1世の即位に伴い国王一座(King's Men)と改称）と呼ばれる人気劇団の株主（共同経営の劇団主）となり、グローブ座とブラックフライアーズ座の2劇場を中心に活躍する。1613年頃にロンドンでの活動から隠退し、1616年に亡くなるまでの余生を故郷ストラトフォードで過ごした。生前に発表された15篇の戯曲の内14篇の扉にシェイクスピアの名前が掲載されている。「本当の作者」として候補に上げられている人物達の大半も死去した後の1623年、その戯曲が集められて最初の二折判著作集（ファースト・フォリオ）が出版された。
この俳優の身元を特定するのに役立つ証拠としては以下のようなものがある。ストラトフォードのシェイクスピアは遺言書においてロンドンの劇団から俳優達への寄贈品を遺した。ストラトフォードの男と作品の著者は名前が同じである。1623年刊のファースト・フォリオの序詞において「エイヴォンの白鳥」（"Swan of Avon"、ベン・ジョンソンの詩。シェイクスピアの美称として定着している）、あるいは「ストラトフォードの記念碑」（レオナルド・ディッグスの詩）といった表現が見られる。従来の研究者は、後者のフレーズはストラトフォードにあるホーリー・トリニティ教会の墓標を表すものと推定している。その墓碑銘でシェイクスピアは作家と呼ばれており、ウェルギリウスとの比較や彼の作品に対する「生きた芸術」との評言もあり、1630年代頃までにはストラトフォードへの訪問者はこれを「記念碑」と表現していたのである。
上記のような証拠から「シェイクスピアの名で発表された戯曲は、ストラトフォード出身でロンドンへ来てから俳優兼劇作家になったウィリアム・シェイクスピアなる人物によって書かれたものである」というのが従来の一般的な見解となっている。

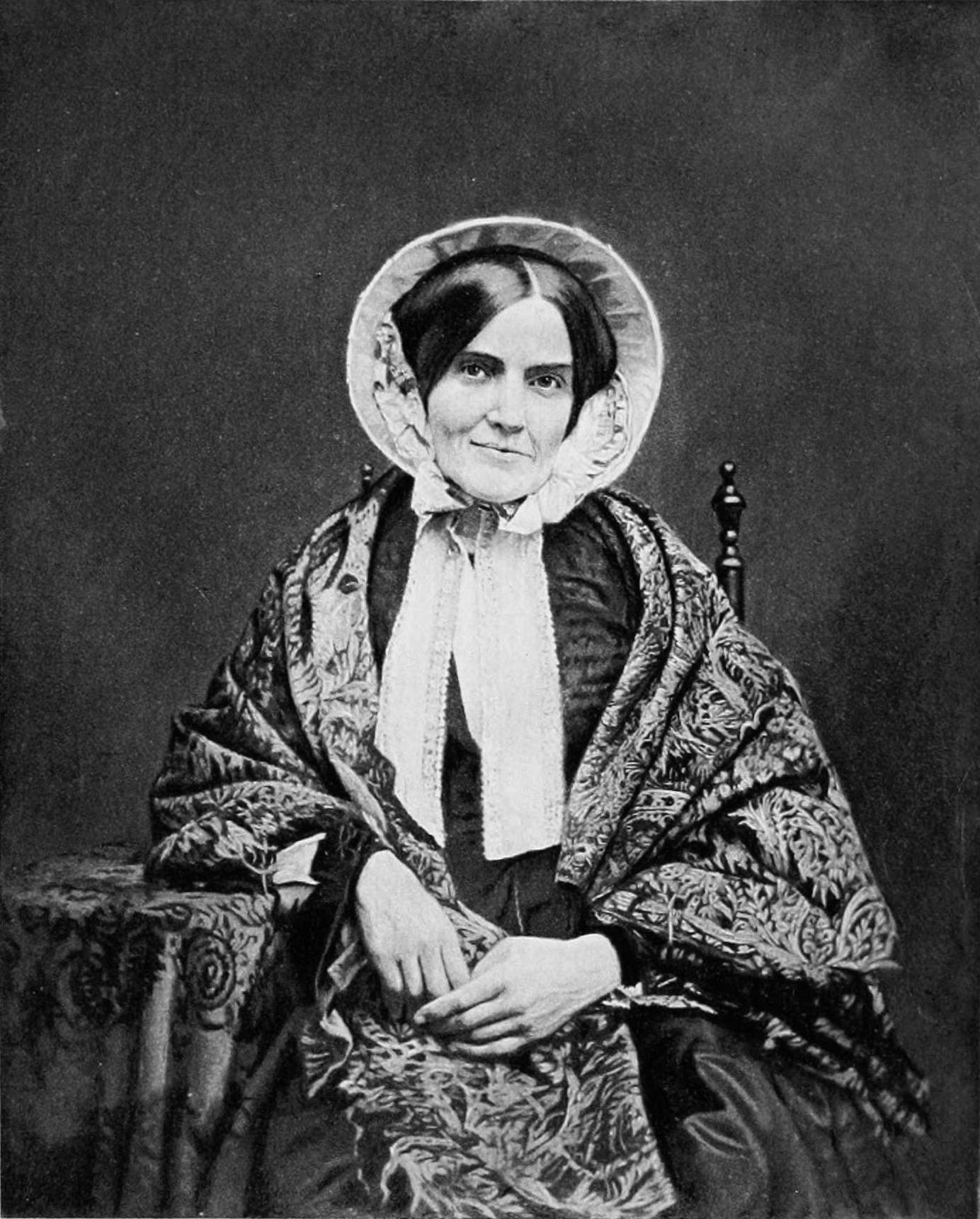
シェイクスピアはフランシス・ベーコンとウォルター・ローリーとエドマンド・スペンサーの共同ペンネームであると主張し、その証拠を見つけるためにシェイクスピアの墓を暴くことに取りつかれ発狂したアメリカ人研究者ディーリア・ベーコン

### 著者に関する疑問
しかし作者の正体について疑問を抱く人々は、ストラトフォードのシェイクスピアは単に匿名作家の代理を務めただけであるということを示す証拠もまた少なからぬ資料から得られると断言する。曰く、シェイクスピアの正体を裏付ける歴史的証拠の多くは明らかに曖昧なものであったり情報が欠損していたりすること。シェイクスピア作品の著者にはシェイクスピア本人に備わっていたと考えられる教養を遥かに超える学識（法律や外国語、近代科学など）がなければならないこと。ストラトフォードのシェイクスピアが存命中であるにもかかわらず、作者が既に死んでいることを暗示する証拠が存在すること。同時代の人々が既に作者の正体について疑問を抱いていること。彼に書けるはずのない戯曲が存在すること。別の著者の存在を示す暗号化されたメッセージが作品中に潜ませてあるらしいこと。シェイクスピア作品の登場人物と有力な「真の作者」候補の生涯の間にはある類似性が認められること、などなど。

## この問題に関する術語

### ストラトフォード派と反ストラトフォード派
"ストラトフォード・アポン・エイヴォン出身の俳優ウィリアム・シェイクスピア"が"シェイクスピア作品の作者"であることを疑問視する人々は自らを「反ストラトフォード派(anti-Stratfordians)」、従来の見解に疑いを持たない人々を「ストラトフォード派(Stratfordians)」と呼ぶ。ただし、「ストラトフォード派」とされる人々から見ればこの問題はとうの昔に結論の出たものであるため、彼ら自身が「ストラトフォード派」を名乗ってこの議論に参加している訳ではない。

### 反ストラトフォード派の分派
反ストラトフォード派の中でも真の作者が誰であるかについては見解が分かれており、それぞれの説にしたがって学派を形成している。これまでに多くの人物が有力な候補者として名を挙げられているが、特に支持者が多いのはフランシス・ベーコン、第17代オックスフォード伯エドワード・ド・ヴィアー、そしてクリストファー・マーロウの3人である（それぞれの支持者はベーコン派(Baconians)、オックスフォード派(Oxfordians)、マーロウ派(Marlovians)と呼ばれる）。

### シェイクスピアか、シャクスピアか
エリザベス朝時代のイギリスでは表記法（スペリング）の規格が統一されていなかった。そのためストラトフォードのシェイクスピアの生涯を通じて書き記された彼の名前には、「シェイクスピア(Shakespeare)」を含む何通りもの表記揺れが見られることとなった。刊本において劇作家の名前の第1音節は一貫して「シェイク-(Shake-)」と表記されているのに対して、ストラトフォードの男について言及している公文書においては1文字足らずの「シャク-(Shak-)」と書かれていることが多く、中には「シェイグ-(Shag-)」「シャック-(Shax-)」などというものさえあるという点を反ストラトフォード派の研究者は指摘する。そしてこれを典拠として彼らは、劇作家の「シェイクスピア（Shakespeare, Shake-speare、いずれも刊本の扉における表記）」とは別人であるということを強調するために、ストラトフォードの俳優シェイクスピアについては「シャクスピア（Shakspere、洗礼の記録はこのスペルで記されている）」ないし「シャクスピヤ(Shaksper)」と呼び習わしている。これに対してストラトフォード派の研究者は、まるでストラトフォードの俳優が一度も劇作家と同じ表記では名前を書かなかったかのような、事実に反する謬見を与える印象操作であるとして、こうした慣例には反対している。名前の表記揺れがこうした論争の的となってきたという事実がある以上、本稿においては両派が用いている表記「シェイクスピア」で統一する。

## 全ての反ストラトフォード派に共通の論点

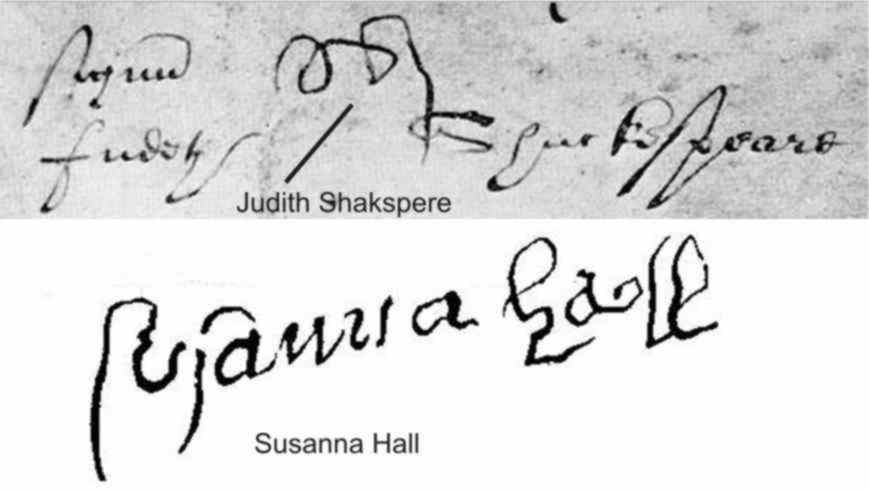
ストラトフォードのシェイクスピアの娘達の署名。上がジュディス（中央のブタの尻尾のようなマーク）、下がスザンナのもの。

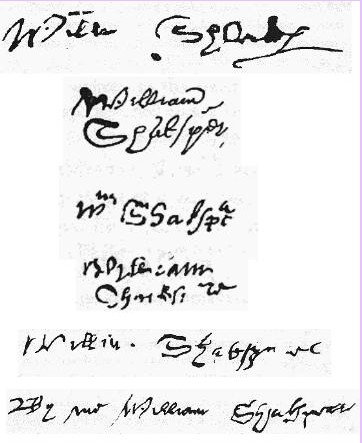
1612年から1616年に書かれた、現存するシェイクスピアの署名（次節の遺言書の写真などを見ても分かる通り、現存するシェイクスピアの直筆署名は損傷が激しいため、ペンの軌跡が必ずしも完全に再現されている訳ではないことに留意されたい）。(1)法廷での宣誓供述書より（1612年）。(2)ブラックフライアーズ座の資産に関する譲渡証書の印章から取られた小さな署名（1613年）。(3)上と同じ資産に関する抵当証書から取られた小さな署名（1613年）。(4)遺言書の最初のページから取られた、朽ちかけた署名（1616年）。(5)同じく2ページ目から。(6)同じく3ページ目から。"By me William Shakspeare."

反ストラトフォード派の中でも、支持する「真の作者」候補ごとにそれぞれの学派が形成されていることは前述の通りであるが、いくつかの論点はそれら全ての学派の間で共通している。

### シェイクスピアの教養

#### 基礎教育
シェイクスピアの父や妻は公文書へ署名をする際に自分の名前を書くのではなく記号を記すことで代えていることから、彼らは読み書きができなかったのではないかと反ストラトフォード派の人々は推定している。娘のジュディスについても同様であるため、シェイクスピアは娘に読み書きを教えていなかった（17世紀の中流階級の女性が非識字であるのはごく普通のことである）とも彼らは考えている。しかし、もう1人の娘スザンナは自分の名前を書くことができたという事実もある。これに対しストラトフォード派は、いくつかの署名が現存していることや、台本が読めなければ俳優を務められるはずがないということから、シェイクスピア自身には読み書きの能力があったと主張している。
反ストラトフォード派はさらに、シェイクスピアによって書かれた書簡が1通も現存していないばかりか、シェイクスピアの書簡に言及した記録さえ1つも発見されていないという事実も指摘する。シェイクスピアほど文才に長けた人間ならば多くの手紙を書いているはずであるが、当時既に名声を得ていたシェイクスピアから手紙を受け取った人間の誰一人としてそれを保管しておかなかったばかりか、シェイクスピアから来信があったと書き残しさえしなかったという事実は、反ストラトフォード派の立場に立たなくとも不可解なことではある。

#### 専門教育
反ストラトフォード派は、戯曲を書くのに必要とされる教育をシェイクスピアが受けていた証拠がないという点をしばしば指摘する。一方、シェイクスピアは14歳までストラトフォードのキングス・スクール（エドワード6世校、King Edward VI School Stratford-upon-Avon）に出席する権利を与えられており、そこでラテン詩人やプラウトゥス（Plautus）のような劇作家について学んだであろうというのがストラトフォード派の立場である。ただし、当時の学籍簿は紛失しているので、シェイクスピアがこの学校に出席していたかどうかは明らかではない。

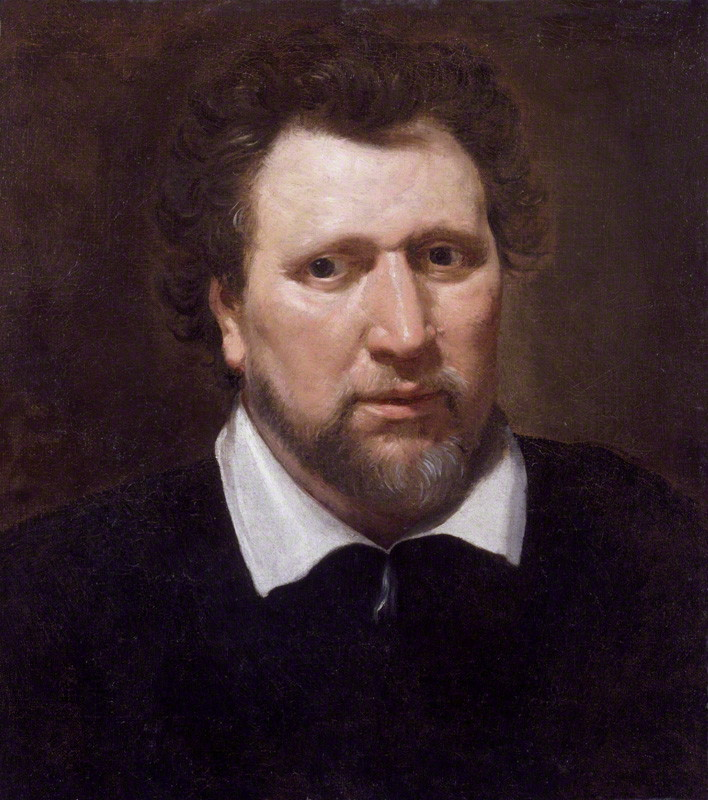
ベン・ジョンソン。シェイクスピアが没した1616年に桂冠詩人の栄誉を受けた。

シェイクスピアが大学に通ったという証拠もないが、これはルネサンス期の劇作家としては珍しいことではない。伝統的に学者達は、シェイクスピアはある程度独学で学んだのだろうと推測している。仲間の詩人であり劇作家のベン・ジョンソンが、シェイクスピアよりも低い身分の出身でありながら桂冠詩人にまでなったことがよく似た例として挙げられる。シェイクスピアと同様、ベン・ジョンソンは大学を卒業していないばかりか恐らく入学さえしておらず、それにもかかわらず後年オックスフォードとケンブリッジの両大学から名誉学位を授与される程の碩学になっている。
しかしシェイクスピアと異なって明らかな独学の形跡がジョンソンには見られるので、この類似性は疑われるようになっている。ジョンソンに関しては彼自身による署名と注釈の付けられた蔵書が発見されているが、シェイクスピアによって所有ないし貸借された形跡のある本は見付かっていない。さらに、ジョンソンは独習のために大きな図書館へ通っていたことも明らかになっているが、シェイクスピアが独学を積んでいたことを示しうる具体的な証拠は1つも存在しない。また、彼の戯曲の種本となった文献のいくつかは、シェイクスピアと同時代人でストラトフォード出身の出版業者リチャード・フィールド(Richard Field)の書店で売られていたものの可能性があるという説をデヴィッド・キャスマンが提示しているが、これも確証を欠いた推測に過ぎない。
ストラトフォード派は、シェイクスピアの作品が必ずしも並外れた教養の持ち主でなければ生み出しえないものだとは見なされてこなかったと述べる。ファースト・フォリオの献辞においてベン・ジョンソンがシェイクスピアのことを"And though thou hadst small Latine, and lesse Greeke," すなわち「ラテン語を少し、ギリシア語はもっと少し」（しか知らなかったけれども、その作品はきわめて偉大である、と続く）と評しているのは誰もが知るところであり、シェイクスピアの教養に関する話では必ず引用される事実である。
また、作品から窺われるシェイクスピアの古典の素養は、そのほとんどがたった1つのテキスト、当時多くの学校で教科書に使われていたオウィディウスの『変身物語』に由来するものであるということも明らかになっている。ただしこの説明は、シェイクスピア作品の著者には外国語や近代科学、法律に関する知識も備わっていたはずではないかという疑問に答えるものではない。

### シェイクスピアの遺言書

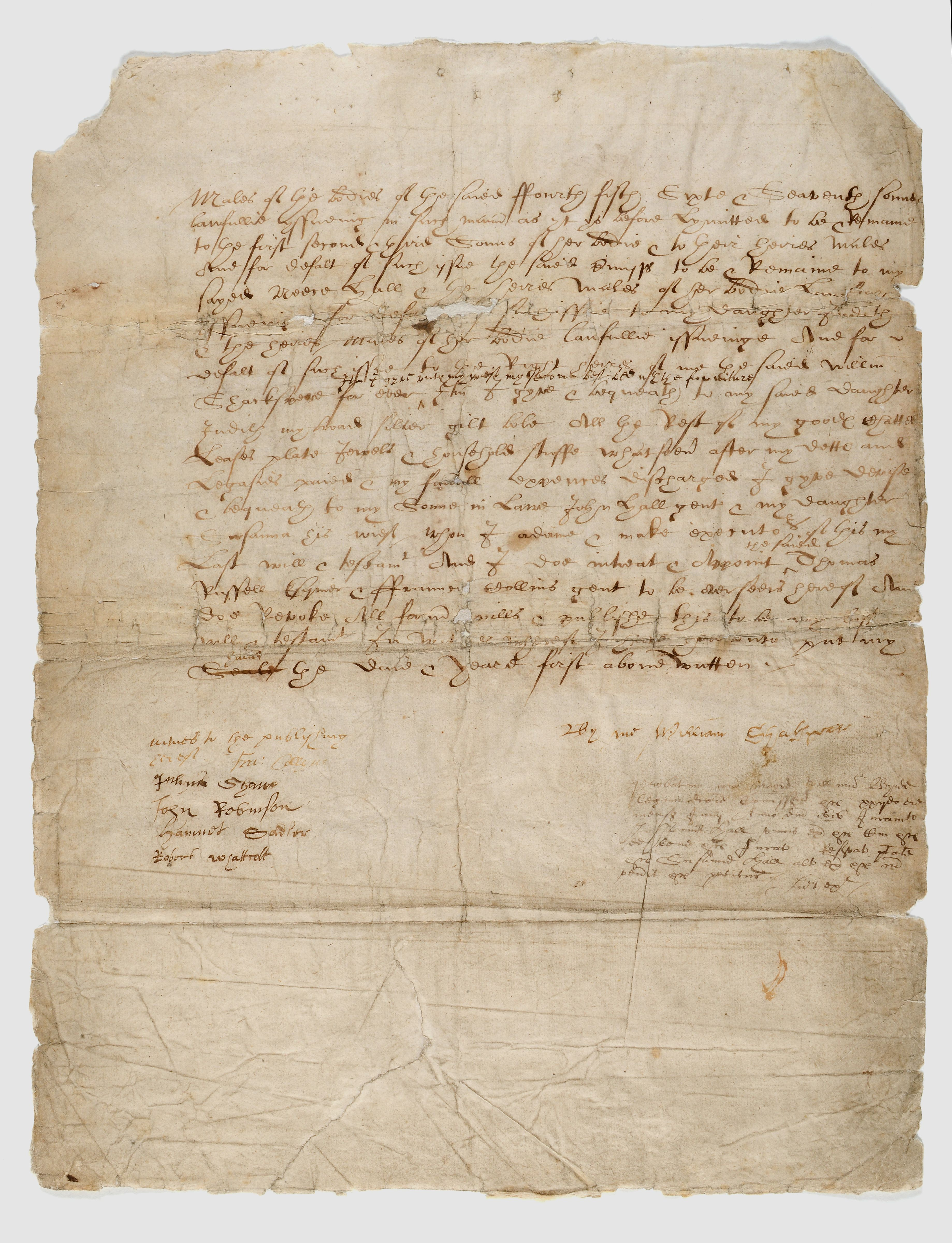
1616年に作成されたシェイクスピアの遺言書。徹底的に事務的かつ散文的な内容であるが、「妻には2番目に上等なベッドを贈る」との記述が特に有名である。夫婦仲が険悪だったため侮蔑的に書いたという説と、1番上等なベッドは来客用であったか、もしくは2番目の方こそ夫婦にとっては思い出の詰まった品だったのだとする説がここでも対立している。

ウィリアム・シェイクスピアの遺言書は長く明晰であり、成功した有産者の財産が事細かにリストアップされている。しかし、反ストラトフォード派はこの遺言書が個人的な書類や書簡、蔵書（当時、本は高級品であった）に関して一切言及していない点に着目した。しかも、初期の詩や自筆原稿、未完成の作品はもちろん、ストラトフォードの男が所有していたはずであり非常に高価であったと思われるグローブ座の株式に関しても触れられていないのである。
とりわけ反ストラトフォード派が疑念を抱いているのは、シェイクスピアが死去した時点で18篇の戯曲がまだ単行本化されていなかったにもかかわらず、遺言書においてそれらの作品に関する記述が見られないことである（これは、フランシス・ベーコンが2通の遺言書において、自分の死後に刊行されることを望む著作について明記していることとは対照的である）。未刊行作品を出版することで残された家族に印税が入るよう取り計らうことにも、自分の作品を後代に残すことにもシェイクスピアは無関心であったのだろうか、と反ストラトフォード派は疑義を呈する。シェイクスピアが本当にそれらの作品を書いたとして、彼が著者個人の権利を全て放棄して劇団に全ての原稿を渡してしまったなどとは、反ストラトフォード派にとってはにわかに信じられないことである。
しかし正統派の学者は、この考え方をルネサンス期イギリス演劇界における知的財産権への無理解に基づいたものだとして退ける。シェイクスピアが著作権を劇団に譲渡したというのは、この時代においてはむしろ一般的なことであり、一旦劇団に作品を提出した時点でその作品はシェイクスピア自身も株主である国王一座の団員による共有物となるのが慣例だったのである。事実、ファースト・フォリオの献辞が寄せられているのはシェイクスピアと同僚だった劇団の共同経営者かつ著作権管理人として全集の編纂者を務めたジョン・ヘミングス(John Heminges)とヘンリー・コンデル(Henry Condell)である。
上演されなかったシェイクスピア作品の帰属がどうなっていたかは不明だが、そもそもシェイクスピアの生前に上演されなかった作品があるとすれば、それはどの戯曲であるのかということも明らかにはなっていない。

### シェイクスピアの階級
成人するまでストラトフォードに住んでいた片田舎の皮手袋製造業者の息子が、世界を股に掛け活気に満ち溢れた高貴な人間達の生涯を独力で描き切ったとは考えられないというのも反ストラトフォード派の主張である。チャールズ・チャップリンは簡潔にこうまとめている。「天才の作品のうちにも、どこかしらに卑賤の出自が顔を出すものだ。しかし、シェイクスピアの作品にはそうした兆候がまったく見出せない。シェイクスピア作品を書いたのは、それが誰であれ貴族的な人物だ」。正統派研究者の答えは、この時代、上流階級の典雅な世界は大衆受けのよい舞台設定だったため多くの戯曲において取り入れられているではないか、というものである。確かにクリストファー・マーロウ、ジョン・ウェブスター、ベン・ジョンソン、トマス・デッカー(Thomas Dekker)他、ルネサンス期のイギリス人劇作家の多くが低い身分の生まれでありながら貴族社会を描いてはいる。

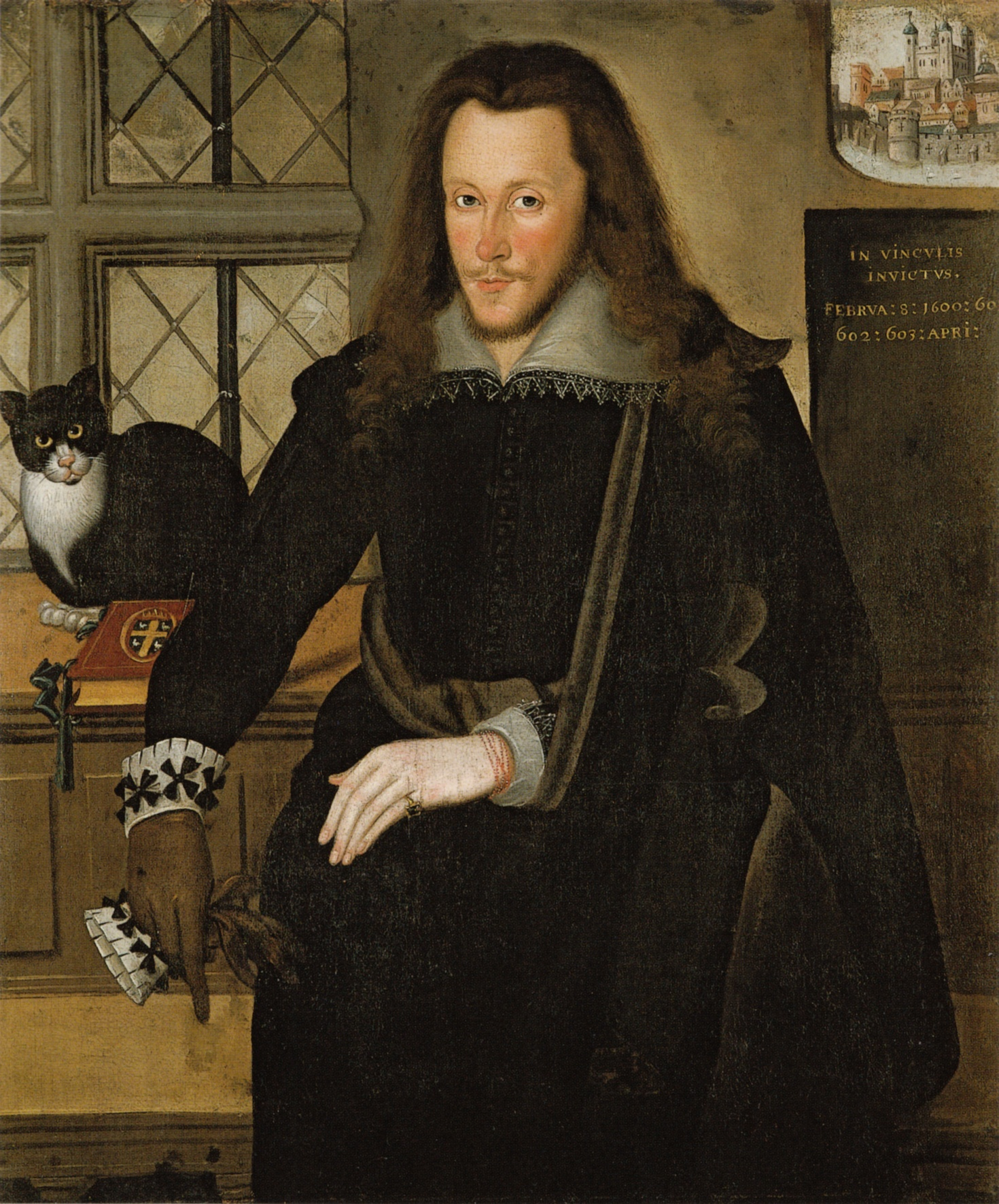
シェイクスピアのパトロンであったサウサンプトン伯ヘンリー・リズリー

反ストラトフォード派のさらなる論駁は、政治や法律や外国語に関する詳細な知識が作品に散りばめられているが、上流階級の出身ないしは大学での高等教育を受けた者でなければこうした知識を得ることは不可能だというものである。正統派研究者は、シェイクスピアは出世して上流階級の近くにいたのだと応じる。シェイクスピアが所属していた国王一座はその名の通り国王ジェームズ1世の庇護を受けており、宮廷でも上演を行っていたため、貴族社会の生活の様子を観察する機会が充分にあったのだ。しかも、こうした上演活動を通じて得た報酬によってシェイクスピアはそれなりに裕福になっており、当時の多くの富裕な中産階級と同じように、紋章を授けられジェントルマンとして認められていたのだと。これに対する再反論として反ストラトフォード派が持ち出すのは、シェイクスピア同様に身分の低かったベン・ジョンソンがヘンリー王太子から『女王たちの仮面劇』（"The Masque of Queens"、1609年）の執筆を依頼され庇護を受けるようになるまでにデビューから12年かかっているという事実である。サウサンプトン伯ヘンリー・リズリー(Henry Wriothesley)がシェイクスピアのパトロンになったのは長詩『ヴィーナスとアドーニス』（1593年）を捧げられたことがきっかけだが、これがシェイクスピアの最初期の著作であることから考えると、貴顕の眼鏡に適ったのが早すぎるということである。
ジョナサン・ベイト(Jonathan Bate)は、その著書"The Genius of Shakespeare"において、こうした出身階級を巡る議論については全く逆のこともいえると述べている。すなわちシェイクスピアの戯曲には、オックスフォード伯やベーコンのような上流階級の人間が詳しく知るはずのない下層階級の生活や俗語も詳細に描かれているという点である。フォルスタッフ（『ヘンリー四世』『ウィンザーの陽気な女房たち』）、ニック・ボトム（Nick Bottom、『夏の夜の夢』）、アウトリュコス（Autolycus、『冬物語』）、サー・トービー（Toby Belch、『十二夜』）その他、シェイクスピアの登場人物の中でもとりわけ活き活きと描かれている者達は大抵下層階級ないしは下層階級に近しい者ばかりなのである。しかし反ストラトフォード派の指摘する通り、シェイクスピアが貴族階級を描く時の著者の表現は人間的で多面的なのに対し、農民達の描写の仕方は全く異なっており、滑稽で珍妙な名前（ボトム（どん底）やベルチ（ゲップ）の他、『ヘンリー四世 第2部』のブルカーフ（牛の仔）、『尺には尺を』のエルボウ（肘？）など）を付けたり、ジョークの標的や暴徒として描いたりしていることもあるため、作中の表現から読み取れる作者の身分は曖昧なものにとどまっている。
また17世紀には、シェイクスピアは宮廷の様子や作法などにも通じているとは見なされておらず、ジョン・ミルトンが長詩『陽気な人("L'Allegro")』において"sweetest Shakespeare, Fancy's child, / Warble his native wood-notes wild."と詠っているように、むしろ野性的な天然児と考えられていたことも指摘される。事実、ジョン・ドライデンは1668年に劇作家ボーモント&フレッチャー（Beaumont and Fletcher、合作を行っていたフランシス・ボーモント(Francis Beaumont)とジョン・フレッチャー(John Fletcher)のコンビ名）のことを、シェイクスピアよりも「ジェントルマンの会話を理解し模倣することにはるかに長けている」と評し、また1673年にはエリザベス朝時代の劇作家の大方について、「ベン・ジョンソンを除くと、彼らのうち誰一人として宮廷のことに精通していたようには見えない」とこぼしている。

### "Shake-Speare"という名前のハイフン

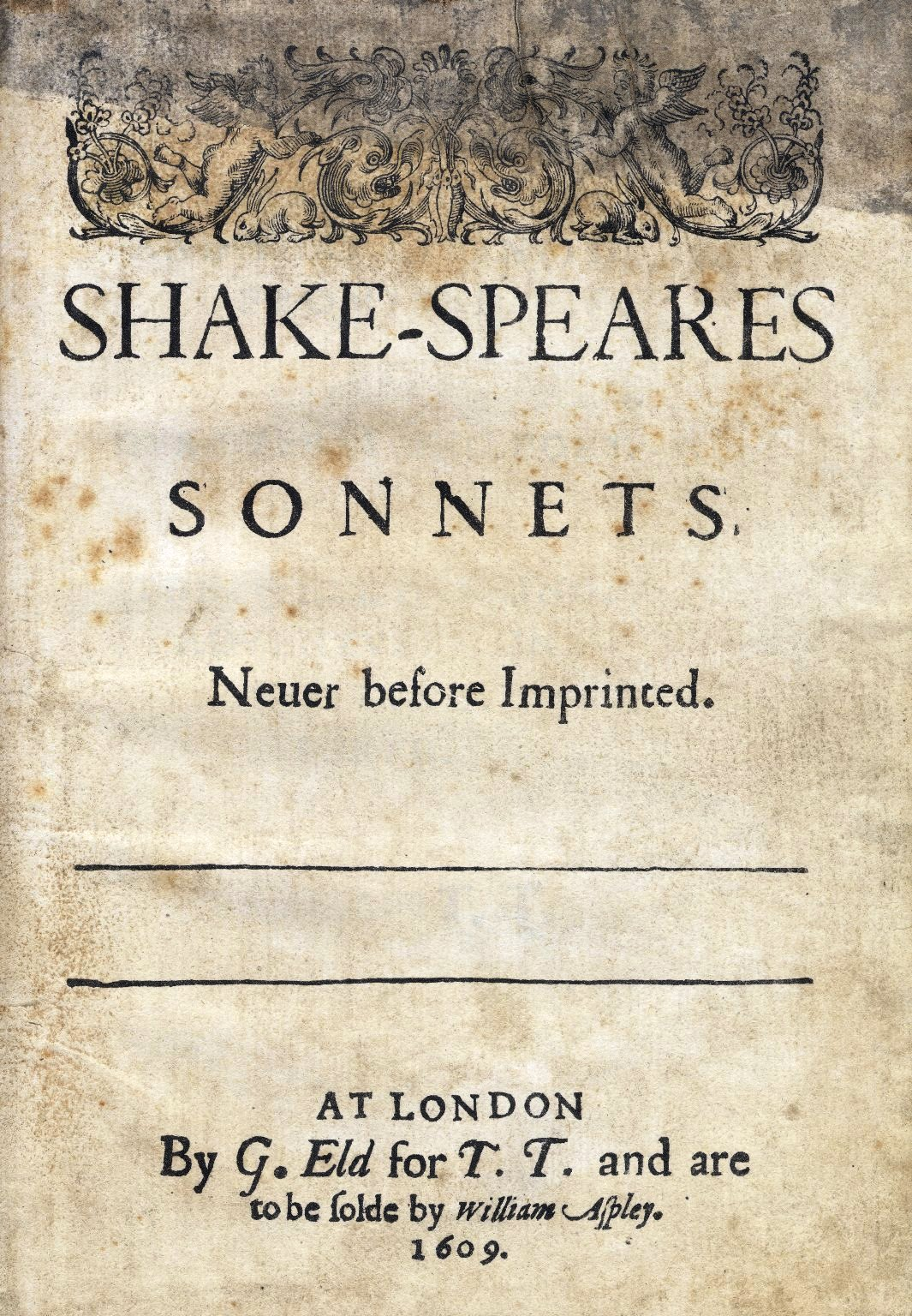
『ソネット集』（1609年初版）の扉。名前の"SHAKE"と"SPEARE"の間にハイフンが入っている。

反ストラトフォード派は、シェイクスピアの名前の中にハイフンを入れた"Shake-Speare"という表記がかつてはしばしば使われていたことを問題視し、これを偽名が用いられたことを示す証拠と考えている。ストラトフォード派は、ハイフン入りの表記だけが一貫して用いられていた訳ではないこと、このハイフンは単なる表記揺れないし誤植であるということを主張し、したがってさほど問題視するには値しないと答えている。
チャールトン・オグバーンは、ハイフンを常に使用しなければならない理由などないと述べ、そもそもこのハイフンは他の執筆者や出版業者が用いたものであってシェイクスピア自身が記したものではない（2篇の詩作品で自ら記した献辞においても使用していない）ということに注意を喚起した上でこの問題を考察している。オグバーンによれば、1623年のファースト・フォリオ以前に刊行されたシェイクスピアの戯曲の内、作者の名が載せられているものは32版ある（同一作品の再版なども含む）が、その中で名前にハイフネーションが見られるのは15篇であり、全体の約半分である。他には『恋人の嘆き』や『ソネット集』の扉、ファースト・フォリオの4つの序詞のうち2篇でハイフン入りの名前が見られる。また、詩の中でシェイクスピアのことを「イングランドのテレンティウス（共和政ローマの奴隷出身の喜劇作家）」と讃えたジョン・デイヴィスや、同僚の劇作家ジョン・ウェブスター、あるいは1639年に「シェイク-スピアよ、君を賞賛するために我々は沈黙するよりすべがない……」と書いた警句家などもハイフン入りの名前を用いている。こうした調査からオグバーンは、「ハイフン入りの名前は、ときおり見られる程度ではなく頻繁に、また明らかに意図的かつ意識的に使用されており、誤植などではない」と結論付けた。
しかし、16世紀から17世紀の文書を調べてみれば、その調査の及ぶ範囲に限りがあるとはいえ、一般語を合成してできた固有名詞にはハイフンのあるものとないもの（例えば、"New-castle"と"Newcastle"など）が混在していることが分かる。同じ著者によって書かれた同じ文書の中でさえ、無秩序に両方の表記が採用されていることがある。シェイクスピアの初期作品ではないかとも噂された戯曲『サー・ジョン・オールドカースル』("Sir John Oldcastle")などにおいては、明らかにその傾向が見られる。
オックスフォード派は、「シェイク-スピア」のハイフネーションに関しては不規則でも偶発的でもなく、顕著なパターンの下で使用されているという見解をもっている。

### 同時代人による証言
同時代の文学者による、シェイクスピアの正体についての疑問の声も多く残っている。
ベン・ジョンソンとシェイクスピアの関係は極めて屈折したものであった。彼はシェイクスピアと友人で、「私は彼を愛していた」との言葉を残し、ファースト・フォリオの序詞としてシェイクスピアへの頌歌を寄せている。しかし、その一方ではシェイクスピアが非常に冗長であるとも書いている。役者達が「1行の無駄もない」とシェイクスピアを賞賛しているのを聞いたジョンソンは、「1000行は削ってもよかったはずだ」「彼には溢れんばかりの才能があったが、ときには抑制が必要だったのではないか」ともいっている。
同じ著書の中で、彼はシェイクスピアが「シーザーになりきって」（おそらく舞台上で）いったセリフを嘲笑している。「シーザーは不当な行ないはしない、正当な理由のあるとき以外は」("Caesar never did wrong but with just cause"、『ジュリアス・シーザー』第3幕第1場)というものだが、こうした「馬鹿げた」ことをシェイクスピアはしばしば書いたとジョンソンは評している。（実際にファースト・フォリオに収められている文面はこれとは異なり、「シーザーは不当な行ないはしないし、正当な理由なしに償いもしない」("Know, Caesar doth not wrong, nor without cause / Will he be satisfied")というもので、最後に別の語句が付け加えられているが、これは意味の通じるよう編纂者によって加筆されたものである。しかし、元の矛盾した言葉の方がシーザーの壮大な野心をうまく表しているかもしれないという解釈に基づき、再びつけ加えられた）。ジョンソンは自身の戯曲"The Staple of News"（1626年）において、直接シェイクスピアの名前は出さずに再びこのくだりを嘲笑している。反ストラトフォード派の中には、ジョンソンによるこれらのコメントを、シェイクスピアが真の作者であるということに対する疑念の現れであると解釈するものもいる。
ロバート・グリーン(Robert Greene)の死後に刊行された著書『三文の知恵』（"Greene's Groatsworth of Wit"、1592年。刊行者である仲間の劇作家ヘンリー・チェトル(Henry Chettle)の作という説もある）においては、シェイクスピアを模した"Shake-scene"（舞台を揺るがす者）なる劇作家のことを、イソップ寓話を引いて「我々の羽毛で着飾った成り上がりのカラス」と呼んでおり、その後には露骨に『ヘンリー六世 第3部』第1幕第4場のヨーク公のセリフ"O tiger's heart wrapt in a woman's hide!"（「女の皮を被った虎の心よ！」）をもじって引用した「役者の皮を被った虎の心」なる皮肉が続く。グリーンの初期の著作"Mirror of Modesty"（1584年）の序文でも、「他の鳥の羽で自分を飾り立てたカラス」という同様の比喩で、自分の功績でもないことを自慢する人々を批判していることから、これはシェイクスピアを盗作作家として中傷したものと解釈される。ロンドンの劇壇がシェイクスピアに言及した文献として最も早いものとして知られる（と同時に、それによってしか知られていない）が、悪意に満ちたほのめかしがあるばかりで具体的にシェイクスピアのどこが盗作であり、何を非難しようとしているのかは明示されていない。高等教育を受けた当時の一流劇作家グリーンが、下層階級出身の俳優の分際で厚かましくも戯曲など書いて自分の領域に踏み込んできた得体の知れない作家のことが気に入らなかったのだろうという見解で大方の研究者は一致している（シェイクスピアの『冬物語』はグリーンの小説『パンドスト王』（"Pandosto"、1588年）を種本としていたという説もあるので、これを盗作として憤慨していた可能性もある）。反ストラトフォード派にいわせると、これも当時からシェイクスピアが偽者であることを疑っていた人がいたという証拠である。
ただし河合祥一郎は、「成り上がりもののカラス」は、シェイクスピアのことではなく俳優ジェイムズ・アレンのことだと論じている。
ジョン・マーストン(John Marston)は風刺詩『悪行の鞭』（"The Scourge of Villainy"、1598年）の中で、下層階級と肉体関係を結ぶことで「汚染」された上流階級のことを罵倒している。性的な比喩を散りばめながら、彼は問う。
"gloomy"の語は、ローマ皇帝ドミティアヌスのお気に入りの俳優を痛烈に風刺した詩を書いたために祖国を追放された詩人ユウェナリスが後に暗い人間になったという伝承に基づく。つまりマーストンの詩はある俳優に向けられたものであり、そのような下層階級の「奴隷」による「ルークリース陵辱」の罪が酌量されてよいものかどうかと問うているものと見なすことができる。すなわち、この詩は『ルークリース陵辱』を取り上げて、「売春斡旋業者」シェイクスピアがサウサンプトン伯のような「貴族を誑しこんで」庇護を受けるに値するのかと異議を申し立てているという解釈が可能である。

### ルネサンス期イギリスの匿名出版
反ストラトフォード派は、シェイクスピアが「代理人」であったという可能性を示唆するために、社会的地位の高い人々による匿名ないし変名出版を巡って同時代のエリザベス朝時代の人々が交わした議論を例に挙げている。ロジャー・アスカム(Roger Ascham)は著書"The Schoolmaster"（1570年）の中で、ローマの劇作家テレンティウスによって書かれたものとされている戯曲の内2つは、テレンティウスのような「奴隷の異邦人」が書いたにしては格調が高すぎるので、テレンティウスとも親しかった「勇者スキピオと賢者ラエリウス」が真の作者に違いないとの所説を述べている。同時代の作家について、前出のロバート・グリーンは「声望と威厳を守るために通俗的なパンフレットに手をつけることのできない者は、掲載用の名前のためにBatillus（アウグストゥス時代の無名の詩人）を見つけてくる。秘密の取引によって名誉を授けられたロバというわけだ」と書いている。このロバとはイエス・キリストがエルサレムへ入城するときに乗っていたためイエスとともに歓呼の声で迎えられたロバのことを指す。つまり、背に乗せて運んだ者（身分の高い真の作者）の受けるべき賞賛の分け前に与った下等な生き物（シェイクスピア）という通俗的な比喩である。

### 詩の中に見られる証拠
正統派の学者も反ストラトフォード派の学者も、自分の学説の論拠としてシェイクスピアの詩作品を取り上げている。
正統派の学者は、ソネット135番の最初の数行こそ別の作者（少なくともウィリアムという名でない人物）が存在したという説に対する強力な反証であると主張する。
意志や心を表す"will"とウィリアムの愛称である"Will"をかけた語呂合わせは、"And then thou lovest me, for my name is Will"（「そうすればあなたは私を愛することになる、なぜなら私の名前が"Will"だから」）というオチの付けられるソネット136番でも続けられている。フィクション内における遊び心という訳であるが、"Will"という名前が織り込まれていることから以下の2つの可能性が考えられる。
1. 著者の名前はウィリアムで、心の"will"と自分の愛称の"Will"をかけた語呂合わせを作中に入れてみたかった。
2. 著者の名前はウィリアムではないが、そう思わせるために詩的意匠を凝らす必要があった。

オックスフォード派の人々が、シェイクスピア作品の真の作者は貴族であり、戯曲のような通俗的大衆演芸に手を染めていることを知られたくなかったために身分を隠しておいたのだと主張するのに対し、正統派研究者はそうした議論が詩作品に関しては当てはまらないと指摘する。というのも、シェイクスピアの『ルークリース陵辱』や『ヴィーナスとアドーニス』のように古典的主題を扱った長編物語詩作品は、「たんに人気があるだけ」の戯曲とは異なり、遥か以前から立派な芸術として認められていた貴族の文学だったためである。エリザベス朝時代の貴族にとって詩作の才能を備えていることはむしろ望ましいことであり、匿名で出版しなければならない理由がないということである。これに対するオックスフォード派の反論は、『ソネット集』の内容は物語詩と同様に、明らかに著者が筆名を用いざるをえなくなるような個人的かつ政治的な醜聞に触れているというものである。作者がこうした細工をして正体を隠していたことを示す明白な証拠として、彼らはソネット76番を提示する。
またソネット145番もシェイクスピアの妻アン・ハサウェイの名を織り込んだ語呂合わせを含んでいるとの説もある。これは1971年にアンドルー・ガー(Andrew Gurr)によって発表された学説で、ソネット145番に出てくる"hate away"('I hate' from hate away she threw,)の語はエリザベス朝時代の発音ではハサウェイとほとんど同じになるはずだというものであり、次の行に出てくる"And saved my life,"も同様に"Anne saved my life"のように聞こえるとも述べている。
正統派の研究者は、物語詩にせよソネットにせよ、シェイクスピアの主要な詩作品はいずれもペストの流行により劇場が閉鎖された直後に出版されている点が重要だと述べている。これは仕事のなくなった劇作家が他の収入を得る道を求めて執筆したものと考える根拠にはなるが、劇場が封鎖されていたのと偶然にも同じ時期に匿名の貴族が突然多くの詩を書き出した理由を説明するものではないということである。

## 真の作者の候補とその擁護者

作品の出版時期とシェイクスピア及び真作者候補達の生没年。

### 諸学説の歴史
シェイクスピアの著述に対する疑念を初めて直截的に表明したのは18世紀に発表された2つの寓話であり、この中でシェイクスピアについての反主流的な見解が述べられたのである。ハーバート・ローレンス著"The Life and Adventures of Common Sense"（1769年）の中で、シェイクスピアは「ずる賢い舞台ゴロで、（中略）救いようのない盗っ人だ」とまでこき下ろされている。また「英国海軍将校」を名乗る匿名の人物による"The Story of the Learned Pig"（1786年）においては、シェイクスピアはただのお飾りで、"ビリーとかいう名のポン引き"が本当の作者だと書いている。
同じ頃、やはりシェイクスピアが正典の作者だとは信じることのできなかったジェームズ・ウィルモット(James Wilmot)によって、最初の別人説となる「フランシス・ベーコン真作者説」が形成される。この新説は当初人々の耳目を集めることもなく忘れられたが、シェイクスピアの再評価と"Bardolatry"（「シェイクスピア崇拝」を表すバーナード・ショーの造語）の波が頂点に達した19世紀に入って、シェイクスピア作品の真の作者の最有力候補としてベーコンの名が喧伝されるようになった。しかし、19世紀の懐疑派はそれでも不可知論者の立場をとり、「この人物こそ本当の作者だ」と明言することを避ける者の方が多かった。アメリカの大衆主義詩人ウォルト・ホイットマンも、ホレイス・トラウベルに対して「あれをシェイクスピアが書いたとは信じられないという意見については、まったくそのとおりだと思う。ベーコンならばどうかといわれれば、まあ、分からないでもない」と答えながらも、自分は必ずしもベーコン説の信奉者ではないという留保を付けている。
1980年代以降、最も人気のある候補者は、1920年にジョン・トマス・ローニー(J. Thomas Looney)が提案し、1984年にチャールトン・オグバーン(Charlton Ogburn)も支持した第17代オックスフォード伯エドワード・ド・ヴィア(Edward de Vere)である。詩人で劇作家でもあるクリストファー・マーロウ(Christopher Marlowe)もまた人気のある候補者である。2005年に新しく候補者リストに加えられたサー・ヘンリー・ネヴィルを含め、他にも相当多数の人物が真の作者候補として提案されているが、この3人ほど大きな支持を集めることはできなかった。

### オックスフォード伯エドワード・ド・ヴィア

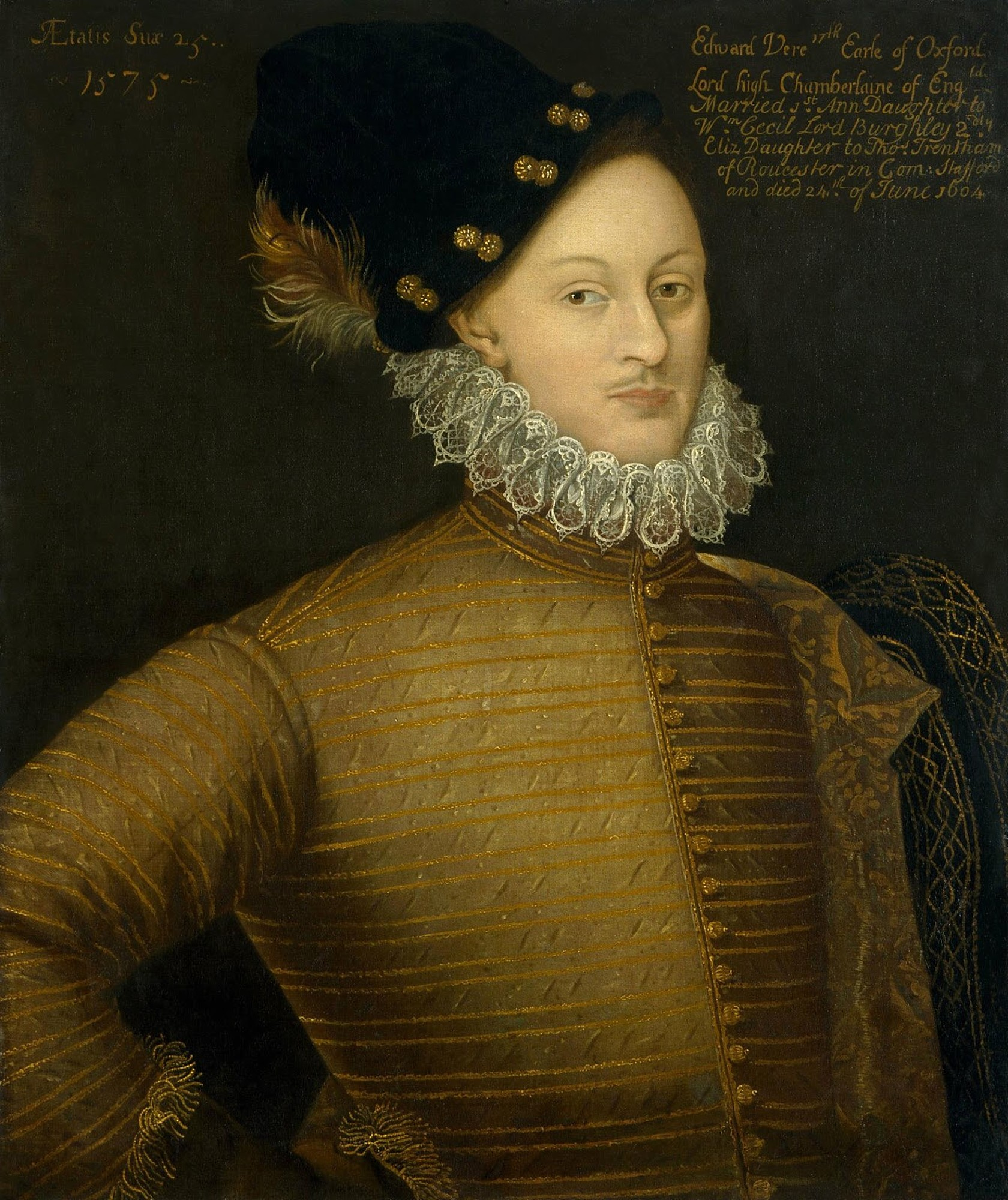
オックスフォード伯エドワード・ド・ヴィアーの肖像。クレア・ハワードの著作"English Travellers of the Renaissance"より。オックスフォード伯は、「シェイクスピア」の偽名を用いた匿名作家の正体の最有力候補である

シェイクスピアが書いたとされる作品を本当に執筆したのは第17代オックスフォード伯エドワード・ド・ヴィアー（1550年 - 1604年）であると信じて研究をしている、反ストラトフォード派の分派に属する人々のことをオックスフォード派と呼ぶ。オックスフォード伯は正典の真の作者候補として、反ストラトフォード派の中でも1980年代以降では最も人気のある人物である。

#### 概要と歴史
オックスフォード伯説は、初め1920年にジョン・トマス・ローニー(J. Thomas Looney)が提案し、これを支持したチャールトン・オグバーン(Charlton Ogburn)が1984年にさらなる研究成果をつけ加えたことで強化された。この学説は、オックスフォード伯の個人史とシェイクスピアの正典の劇中で起こる多くの出来事との間に見られる著しい類似点や、オックスフォード伯がロンドン劇場や同時代の劇作家と繋がりを持っていたことなどにその根拠を置いている。
またオックスフォード派は、同時代の人々が伯爵の詩作や劇作の才能を賞賛していたこと、女王エリザベス1世や宮廷の生活にも近しかったこと、該博な知識と教養を備えていたこと、伯爵の書簡と正典の間に語彙や慣用表現、思考などの点において類似点が散見されること、伯爵の所蔵していた聖書の所々でアンダーラインを引かれた箇所が、シェイクスピアの戯曲で聖書が引用されている箇所と対応していることなどといった証拠を提示する。
ローニーがオックスフォード伯説を展開した1920年の著書"Shakespeare Identified in Edward de Vere, 17th Earl of Oxford"は、フロイトやオーソン・ウェルズ、マーガレット・ガブリエル・ロング（Margaret Gabrielle Long、マージョリー・ブラウンやジョゼフ・シェアリングといったペンネームでヴィクトリア朝時代を舞台とした小説を多く書いた作家）を初めとする、20世紀初頭の知識人の多くを納得させた。この著書により、オックスフォード伯を真の作者とする考えが急速に支持層を広めることとなったのである。
1984年に出版されたチャールトン・オグバーンの著書"The Mysterious William Shakespeare"は、オックスフォード伯説を裏づける新たな研究成果を数多く提示したばかりでなく、正統派の研究者が依拠する理論や方法に対する批判をもその内容に含んでいた。フォルガー・シェイクスピア図書館(Folger Shakespeare Library )の発行する研究誌"Shakespeare Quarterly"の書評の中で、同図書館の教育プログラム・ディレクターであるリッチモンド・クリンクレイ(Richmond Crinkley)も、オグバーンが提唱した研究理念に同意している。曰く「シェイクスピアに対する疑念は昔から存在し、急速に広まった。しかもそれらの疑いには単純かつ直截なもっともらしさがあった」「このもっともらしさは、これに応じた伝統的な学術研究の論調や方法論によって助長された」(Vol.36: p.518)。つまり、従来の保守的な研究者の「馬鹿馬鹿しくて真面目に論ずるに値しない」とでもいいたげな態度こそがこの疑念を促進させたのである。

#### 証拠

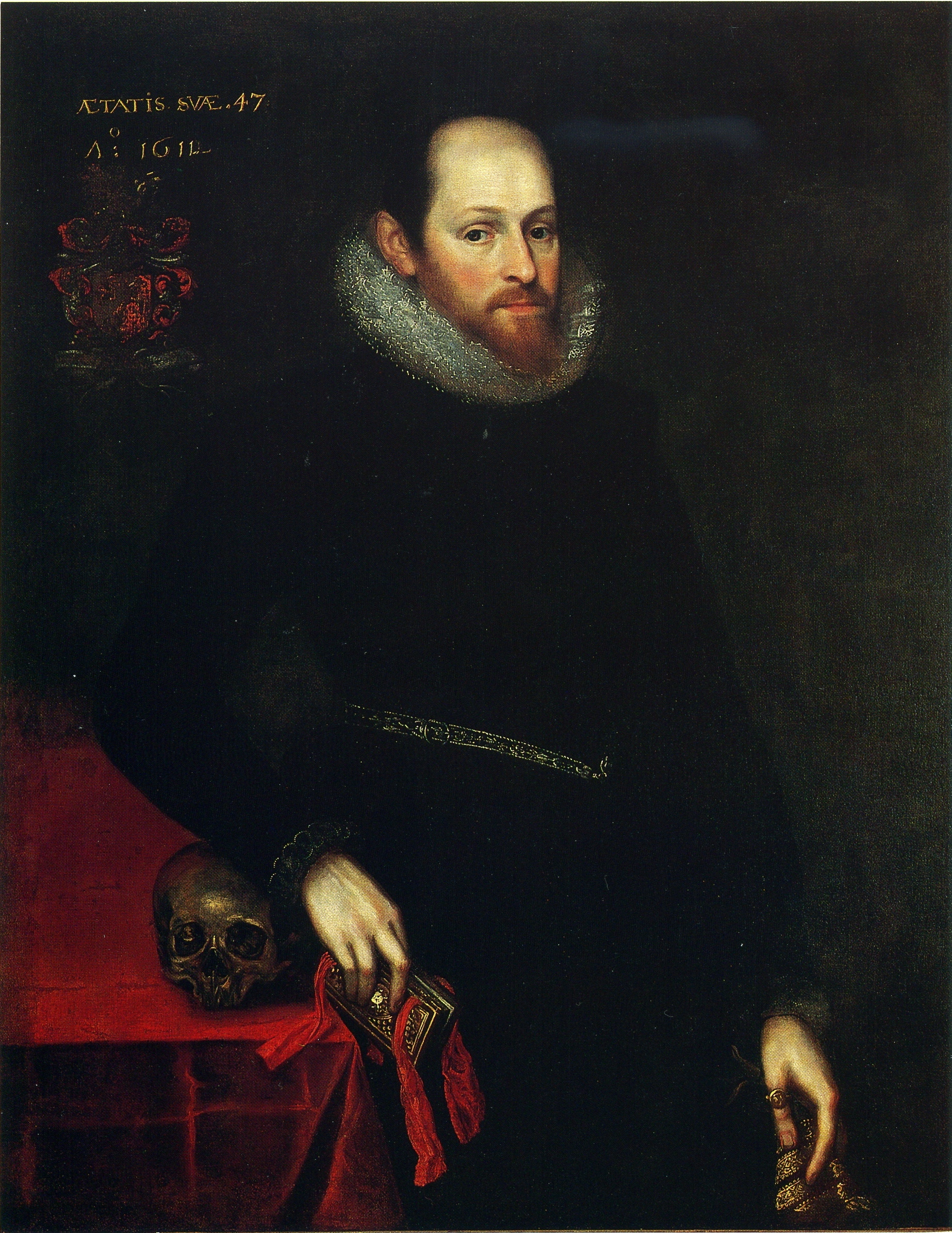
「アッシュボーン・ポートレイト」(Ashbourne Portrait)の名で知られるこの肖像画はシェイクスピアを描いたものであると長らく信じられてきた。赤外線写真の専門家チャールズ・バレルは1940年にこの絵を分析し、これはオックスフォード伯の肖像画の上にシェイクスピアの顔を上塗りしたものであるという調査報告を"Scientific American"誌で発表した。オックスフォード派はこの結果に沸いたが、実はバレルはオックスフォード説の信奉者であり、自説に引きつけた虚偽の報告を行っていたことが後に判明した。

他の候補者と同様、オックスフォード伯を正典に直接結び付ける証拠文書は存在しない。しかしオックスフォード派の人々は、伯爵の生涯とシェイクスピアの戯曲の間に見られる多くの類似点は、両者の関連を証明すると主張している。
例えば、ハムレットの相談役ポローニアス(Polonius)のモデルとして知られる人物に初代バーリー男爵ウィリアム・セシルがいるが、オックスフォード伯をハムレットに見立てれば、バーリー卿は伯爵の後見人であったことから2人の登場人物の関係と重なる。そのうえ、『ハムレット』のヒロインであるオフィーリアはポローニアスの娘であるが、オックスフォード伯の妻はまさしくバーリー卿の娘アン・セシルであった。また、アン・セシルの兄トマス・セシルはオックスフォード伯のライバルであったが、これもハムレットに対するオフィーリアの兄レアティーズに該当する。バーリー卿が息子トマス・セシルのために書き送った家訓と、ポローニアスがレアティーズに与えた訓戒が酷似していることもしばしば指摘される（なお、全くの偶然ながら、バーリー卿は別の真作者候補ベーコンの叔父でもあり、マーロウがケンブリッジ大学に通っていた頃には同校の総長でもあった）。
また伯爵の一人娘は第三代サウサンプトン伯ヘンリー・リズリー(Henry Wriothesley)に嫁いでいる。サウサンプトン伯はシェイクスピアのパトロンであり、物語詩『ヴィーナスとアドーニス』や『ルークリース陵辱』を献辞で奉げられた人物である。また『ソネット集』の献辞で「この作品の唯一の生みの親であるW.H.氏に」としてイニシャルで献呈を受けている人物や、同作品中に登場する美青年"Fair Youth"のモデルとなった人物も、サウサンプトン伯であるという説が最も有力である。
さらに、シェイクスピアの二折判を刊行した二人の出版人はオックスフォード伯の義理の息子にあたる人物であった。
また、伯爵のヨーロッパ旅行中に妻が身ごもったため伯爵は妻の不貞を疑っていたこと（『オセロー』）や、ヴェニス滞在時に借金せざるをえなくなったこと（『ヴェニスの商人』）、晩年に隠居して3人の娘に家督を譲ったこと（『リア王』）、フランスへ旅行した際に海賊の襲撃を受けたこと（『ハムレット』）など、伯爵の生涯には作中の事件を連想させる出来事が数多く見受けられる。その上、伯爵の紋章は槍(speare)を振る(shake)獅子の絵であった。
その後の研究の中で発見されたオックスフォード伯説を裏づける最も有力な証拠は、伯爵が所有していたジュネーヴ聖書(Geneva Bible)である。ジュネーヴ聖書とは、過酷なカトリック復興運動を推進しイングランド国教会やプロテスタントを弾圧したメアリー1世治世のイギリスを逃れてスイスへ亡命していたカルヴァン派の神学者達が校訂・翻訳して1560年に出版した聖書である。これはイギリスへももたらされて高い人気を得ており、シェイクスピアもこの聖書を参照している。オックスフォード伯所蔵の聖書の中には所々下線を引かれた箇所が存在するが、これらの多くがシェイクスピアの作品中における聖書の引用箇所と一致していたのである。

#### 著名な匿名詩人
疑いの余地なく、伯爵は多くの注目を集めた劇作家であり、宮廷詩人でもあった。オックスフォード伯が劇作家であったという最も主要な証拠は、オックスフォード伯の晩年に刊行されたフランシス・ミアズ(Francis Meres)の『知恵の宝庫』（"Palladis Tamia: Wits Treasury"、1598年。エリザベス朝時代の劇作家や詩人に関する同時代の重要な資料）の中で、「当代随一の喜劇作家」の名が列挙されている箇所であり、この中にオックスフォード伯も挙げられているのである（ただし、シェイクスピアは同じリストの下の方に別の人物として名を連ねてはいる）。
"...so the best for comedy amongst us bee, Edward Earle of Oxenforde, Doctor Gager of Oxforde, Maister Rowley once a rare Scholar of learned Pembroke Hall in Cambridge, Maister Edwardes one of her Majesty's Chapel, eloquent and witty John Lilly, Lodge, Gascoyne, Greene, Shakespeare, Thomas Nash, Thomas Heywood, Anthony Munday our best plotter, Chapman, Porter, Wilson, Hathway, and Henry Chettle."
しかし、伯爵の名前で刊行された喜劇の存在は確認されていない。それゆえオックスフォード派にとっては、伯爵の作品は匿名ないし変名で刊行されたのか否か、あるいは実名で刊行された作品をミアズは参照しているのだが、それらが全て失われてしまったのか否かを解明することが大きな課題となる。
16世紀の出版業界において、匿名・変名出版はごくありふれたものであった。エリザベス朝時代の代表的な文芸批評『英詩の技法』（"Arte of English Poesie"、1589年。著者はジョージ・プットナム(George Puttenham)と推定されている）の中のあるくだりには、宮廷内の文人達による秘密出版についての言及がある。
オックスフォード派研究者によると、伯爵はこうして自分の作品を隠し続けた人物としてしばしば言及されているとのことである。
この記述の後に多くの「少なからぬ賞賛に値する」貴族作家のリストが続く。つまり、自分の名での「刊行を差し止め」た匿名作家として当時よく知られていたのがこの伯爵であるというのがオックスフォード派の主張である。
しかし、そこに書かれているのは全く正反対の内容だとの解釈もある。「その中でも最初に名をあげるべき」の部分が掛かっている「そうでない方」というのは、「正体が明らかとなったのではない」（＝匿名の）作家ということではなく、「匿名のまま立派な作品を書いたのではない」（＝実名の）作家とも読めるのである。この読み方によれば、オックスフォード伯がフィリップ・シドニーやウォルター・ローリー、フルク・グレヴィル(Fulke Greville)といった、実名で執筆していた著名な貴族作家達に混じって名を挙げられていることにも説明が付く。さらにこの解釈に従うと、伯爵が最初に名を挙げられているのは一番重要な作家だからではなく、ただ社会的地位が一番高かったために過ぎない。したがってこの一節は、オックスフォード伯が自分の正体を隠しながら偉大な作品を書いていた証拠どころか、自分の名を明かしながら著述していたという証拠とも見なすことができるという真向からの反論である（ミアズや『英詩の技法』の著者がオックスフォード伯を名指しで批評しているということ自体もこの解釈と合致する）。
これに対しオックスフォード派は、文法的にも文脈的にも誤読した解釈だと答えている。実際には、貴族作家達の名前が言及されている箇所とオックスフォード伯の名が挙げられている一文は別の場所に掲載されたものなのである。さらには、これら著名な貴族作家達も件の箇所が書かれた時点ではまだ自分の名を伏せていたという点にも注意を促している（フィリップ・シドニーを例にとるならば、その詩作品の大半は死後に刊行されたものである）。

#### 1604年の死
オックスフォード派にとって最も不利な証拠は、伯爵が1604年に死去しているという事実である。少なからぬ戯曲が伯爵の死後に書かれていることを示す従来の研究は、彼らにとって致命的であるといえる。こうした不利な証拠に対しオックスフォード派は、執筆年代を特定した過去の研究は全てストラトフォード派の学者によってなされたものであるため、利己的な結果に偏ったものであると反論し、「作者が1604年ごろには死んでいた可能性」や「後期作品が1604年以前に書かれていた可能性」を数多く例示している（詳細は後述する「1604年問題」の節を参照）。

#### オックスフォード派への批判
作者の没年の他にも、正統派にとっては受け入れがたい点がオックスフォード説には多く存在する。特にオックスフォード伯の生涯とシェイクスピア作品の間の関連が、全て推測に過ぎないということは正統派にとって譲れない事実である。また同時代の人々が伯爵の文才を賞賛していたとのことだが、実際には控えめな評価であり、絶賛といえる程のものではない。
またオックスフォード派の人々を歓喜させたジュネーヴ聖書に関しても疑問が呈されている。伯爵による注記を詳細にリストアップして、該当するシェイクスピアの引用部分と比較研究してみると、当初喧伝された程の相互関係やパターンはないに等しいことが判明した。伯爵が下線を引いた部分に含まれるのと同じ語をシェイクスピアの作品中から探し出しただけであり、その数も伯爵の注記約1000箇所のうち正典中に類似した表現の見られるものが約2割、シェイクスピアが作中で聖書に触れた約2000箇所のうち伯爵の聖書において下線の引かれたものが約1割というのが「一致」の実数である（シェイクスピアと同時代の別の作家の作品を調査して同程度の結果が出ても不思議な数ではない）。これによって伯爵の聖書を真の作者の用いた聖書であったと断定することに対する正統派の反対の声は大きく、オックスフォード派の希望的観測にすぎないとの反論がなされている。
また、オックスフォード派やベーコン派が依拠している仮定の1つに根本的な反対意見を述べている批評家もいる。すなわち、シェイクスピアは無学であり宮廷の生活に詳しくなかったので、あれらの作品を書くことはできなかったはずだという仮定である。彼らの主張するところによれば、宮廷での上演経験もあり貴族のパトロンもいたシェイクスピアは確実に宮廷に通じており、その一方でオックスフォード伯やベーコンは一般庶民の使う俗語を聞き知る機会に恵まれていなかったと考えられるとのことである（詳細は「シェイクスピアの階級」の節を参照）。

### フランシス・ベーコン

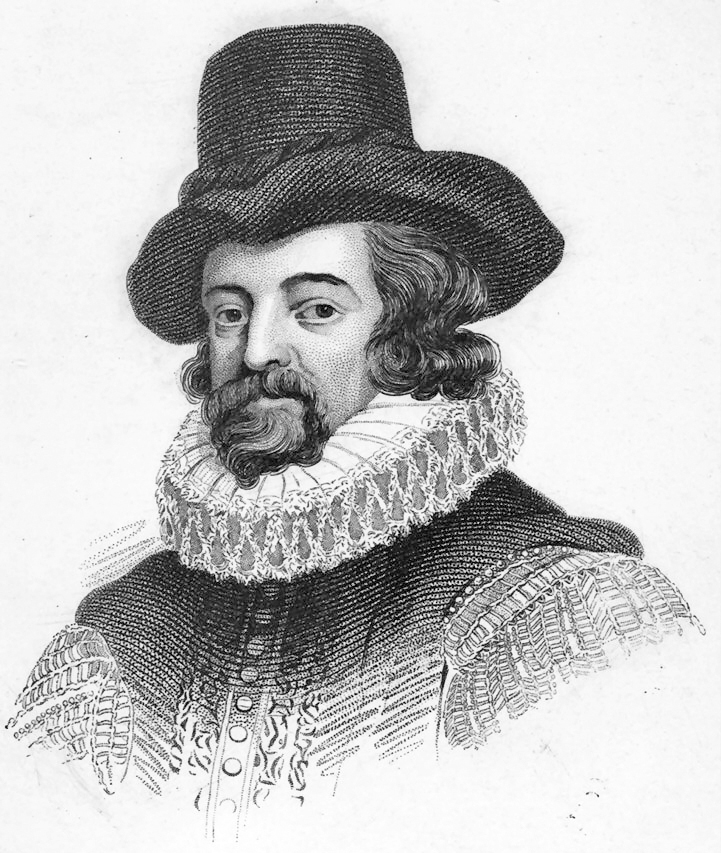
フランシス・ベーコンこそシェイクスピアの戯曲の本当の作者ではないかというベーコン派の学説は、この問題に関して最も古い歴史をもつ。

#### 概要と歴史
オックスフォード派と並んで支持者の多い反ストラトフォード派の分派は、フランシス・ベーコン（1561年 - 1626年）を正典の真の作者とするベーコン派である。当代一流の哲学者であったベーコンは、その上に科学者、廷臣、外交官、エッセイスト、歴史家としても優れた才能を発揮した人物である。また政治家としては司法次官（Solicitor General、1607年）、司法長官（Attorney General、1613年）、枢密顧問官（Privy Councilor、1616年）、国璽尚書（Lord Keeper、1617年）、大法官（Lord Chancellor、1618年）などを歴任した。
ベーコン派の人々が提示する証拠は以下のようなものである。作者の正体を隠蔽しておく必要があったこと。『間違いの喜劇』の初演時の状況。『テンペスト』の種本となったと考えられている「ストレイチー書簡」を参照しやすい立場にベーコンがいたこと。ベーコンも知っていた戯曲の中に法曹関連の人物に対するほのめかしがあること。ベーコンの公刊された著書や『慣用表現と上品語の宝庫』（"Promus of Formularies and Elegancies"、ベーコンの私的なメモの集成。以下『プロムス』と略記）に、正典と類似する語句が見られること。国家政体史を書こうとの意図をベーコンが抱いていたこと。戯曲の中に自伝的な言及が隠されていること。ベーコンは政府の暗号作成・解読法を熟知しており、これを用いて正典の中に自分の名前を潜ませることが可能であったことなど。
法廷弁護士であり詩人でもあったヘリフォードのジョン・デイヴィス(John Davies of Hereford)へ宛てた1603年の書簡において、ベーコンは国王へのとりなしをデイヴィスに依頼しながら「すべての隠れた詩人に仁慈を賜りたく……」と書き、自分自身を匿名の詩人と呼んでいる。したがって、同時代の人々の何人かはベーコンが秘密のうちに書いた作品があることを知っており、ときおりそれをほのめかしているとベーコン派は主張している。例えば、ジョセフ・ホール（Joseph Hall、1574年 - 1656年）とジョン・マーストン（John Marston、1575年 - 1634年）による風刺詩の応酬の中で、二人はレイビオーという仮名の詩人について議論しているが、パラフレーズされて引用されている詩句の内容から、これはシェイクスピアの長詩『ヴィーナスとアドーニス』の著者を暗示したものと考えられている。ホールがこれを猥褻だと非難したのを受けて、マーストンは「自分の遺恨を離れて中道を行くことはできないのか？」("What, not mediocria firma from thy spight?")と答えているが、この「中道を行け」"mediocria firma from"というのはベーコン家の家訓なのである。
1781年、ワーウィックシャーの聖職者であり学者でもあったジェームズ・ウィルモット(James Wilmot)はシェイクスピアの伝記的研究をしていた。彼はストラトフォードを広く調査し、半径50マイルにある屋敷の書庫を片端から訪ね回り、少しでもシェイクスピアに所縁のありそうな記録や文書、あるいはシェイクスピアが所有していた蔵書などを探して回った。その結果、ウィルモットはシェイクスピアに関する証拠があまりにも少ないことに愕然とし、シェイクスピアが正典の著者であるはずがないという結論に達した。フランシス・ベーコンの著書に造詣の深かったウィルモットは、ベーコンこそがシェイクスピアの正典の真の作者にふさわしいという見解をまとめるに至り、この着想をジェームズ・カウェルに打ち明けた。その後1805年にカウェルはこの学説をイプスウィッチ哲学協会の発行する新聞紙上で発表した（この新聞が再発見されたのは1932年のことである）。
ベーコンがシェイクスピアの正典を書いたのだというアイディアはその後しばらく忘れられていたが、1856年にウィリアム・ヘンリー・スミス(William Henry Smith)がエルスミア卿に宛てて書いた書簡によって再浮上した。これは『ベーコン卿こそシェイクスピアの戯曲の作者なのか？』という16ページのパンフレットであり、ベーコンが授受した手紙の中にはベーコンこそ真の作者だと暗示する証拠が散見されるというのがその内容である。翌年、スミスとディーリア・ベーコン(Delia Bacon)はベーコン説を述べた著書をそれぞれ発表した。ディーリア・ベーコンの『シェイクスピア劇に現れたる哲学』で提示された学説は、正典の作者はベーコンの他にウォルター・ローリーやエドマンド・スペンサーを含む数人の作家からなるグループであり、戯曲の中に隠された反君主制的な哲学を世に広めることで人類を圧政から解放することが彼らの目的だったのだというものである。
1883年、コンスタンス・メアリー・ポット(1833年 - 1915年）は、ベーコン自筆の覚書を集めて『プロムス』として編纂し、これを丹念に調査した結果、ベーコンの書き留めたアイディアや比喩表現の多くが正典中に現れるということを発見した。ポット夫人はベーコン派支持者を集めるため1885年にフランシス・ベーコン協会を設立し、1891年には自説を著書として出版した。この本においてポットは、ベーコンはオカルト学者による秘密結社薔薇十字団の創設メンバーであったとするW・F・C・ウィンストンの学説を敷衍し、ベーコンらの作家集団は密かに正典の全戯曲を含む文学作品や美術作品を作ったのだと主張した。
19世紀後半のベーコン派による議論の多くは正典中に隠された「暗号」を巡るものだった（詳細は後述する「暗号」の節を参照）。イグネシアス・ドネリー(Ignatius L. Donnelly)が著書『偉大な暗号文』（"The Great Cryptogram"、1888年）でベーコンが真の作者であることを示す暗号が正典中に含まれていると述べたのを初めとして、エリザベス・ウェールズ・ギャラップ(Elizabeth Wells Gallup)は、ベーコンは正典の真の著者であるばかりでなく、エリザベス女王の私生児であることが暗号によって記されているとの説を発表した。これらの暗号はおおむね提唱者以外には判読できないものであった。
ドイツの数学者ゲオルク・カントールもベーコン派の1人であった。カントールは双極性障害や鬱病を患い、この問題について研究していた1884年には病気の発作に悩まされながらも、1896年から1897年にかけてベーコン説を支持する2冊のパンフレットを自費出版した。集合論に対する貢献に鑑みてもカントールが天才数学者であることに異論の余地はないが、専門外のベーコン説を喧伝して回る（数学科の教授として招聘された大学の教壇でさえベーコン説を講義した）カントールの姿は周囲から顰蹙を買い、やがて精神を病んで精神病院に入院することとなった。
アメリカの医師オーヴィル・オーウェンは、やはり独自の方法で暗号を解読し、ベーコンによる正典の自筆原稿がチェプストー城付近のワイ川の川床に眠っていると確信し、1909年に発掘作業を開始した。1924年に死去するまで、何者も彼の信念を曲げることはできなかった。
その後のベーコン派は、初期の支持者達が惹き付けられたような難解な研究法は放棄した。以前の暗号説は「正体を知られたくないのならばなぜ暗号など残したのか」「暗号を残すならばなぜとても解読できそうにもない方法を用いたのか」という疑問に答えることのできないものであったが、ベーコン派が新たに提示する「正体を隠しておかなければならなかった理由」は、ベーコンの「大革新」に関わるものである。大革新とは諸学問の再生のことであり、全ての学問の全ての対象は自然を観察することによって明るみに出すことができ、また系統的に分類することが可能であるという観点から、人知の全てを綜合的に体系化することを目論んだ壮大な計画である。この体系の中でも人間の心理や情動を扱った道徳学に関する部分は、古代の人々が演劇を情操教育の手段として用いていたように、戯曲という形式でシェイクスピアの名前の下に世へ送リ出されたのだ、そして、「善い」政体はいかにして築き上げることができるかということを、演劇を通じて貴族達に訴えかけたのだ（例としては『ヘンリー四世 第1部』におけるハル王子（ウェールズ公ヘンリー、後のヘンリー五世）と高等法院長の関係などが挙げられる）、というのがベーコン派の主張である。しかし、この計画を推進し完成させるためには、帰納法（著書『ノヴム・オルガヌム』(Novum Organum)でその重要性を説いている）を用いて実験科学的なデータを集積するための新しい学会が必要となり、これを設立するには政府高官の地位に付いていなければならない。大衆演劇作家などという低級な職業にも就いていることが知られては計画の妨げになるので、何としても正体は隠しておく必要があったのだとベーコン派は結論付けている。

#### 伝記的証拠
1595年頃にベーコンが代書人を雇ったことが知られているが、この代書人がベーコンの正体を隠して国王一座と交渉した人物である可能性がある（国王一座の同僚でファースト・フォリオの編集人であるヘミングスとコンデルは、その序文で「私たちが受け取った原稿にはほとんど書き損じがなかった」と書いているが、上述の通りシェイクスピアはまともに読み書きができたのかさえ疑われている程であるため、プロの代書人の存在が仮定されている）。ベーコン派の強調するところによれば、ベーコンが司法長官に就任した1613年は、シェイクスピアが作品の発表を止めた時期と一致している。また、ベーコンは多くの候補者の中で唯一ファースト・フォリオ刊行時（1623年）にも存命だった人物であり、これもベーコンが政治的に失脚して暇な時間が増えたため、後代のために自分の著書を次々と公刊していた時期（1621年 - 1626年）と一致するのである。
『ヘンリー八世』は1613年の作品であるが、ベーコンの失脚（1621年）への言及が含まれており、シェイクスピアが1616年に死んでから5年以上後に改訂された可能性があるという解釈がなされている。この議論は登場人物の枢機卿ウルジーが国璽尚書から罷免されるという劇中の事件に基づいており、これがベーコン自身の罷免という歴史的事実を反映していると解釈したものである。ベーコンは収賄容疑で失職したのに対し、ウルジー枢機卿が罪に問われたのは国王ヘンリー八世と王妃キャサリンの離婚を認可するのを先延ばしにしてほしいと教皇に請願したための失寵が直接の原因であった。しかし、ウルジーが国璽を剥奪される直前の第3幕第2場で、ヘンリー八世は偶然手にしたウルジーの財産目録に関心を寄せている。
数行後のト書き（「ノーフォーク公、サフォーク公、サリー伯、宮内大臣、再びウルジー枢機卿の元へ登場」）において登場した4人の人物によってウルジーは国璽を剥奪される。
しかし、史実においてこの1件に関わったのはノーフォーク公とサフォーク公の2人だけであるにもかかわらず、なぜかシェイクスピアはサリー伯と宮内大臣を同時に登場させている。ベーコンの場合には、国王ジェームズ1世がこの任を引き受けるよう依頼したのは大蔵卿、王室執事長、宮内大臣、アランデル伯トマス・ヘイワード (Thomas Howard) である。アランデル伯はサリー伯でもあったので、シェイクスピアが付け加えた2人の貴族はベーコンを落魄の身に追いやった4人の内の2人と一致するのである。

#### 正典作者たる資格
ベーコンが正典の作者にふさわしい適性をもっていたことを示す証拠が存在する。シェイクスピアの豊かな語彙に関連した一例を挙げるならば、最初の英語辞典を編纂したサミュエル・ジョンソンによる次のような言葉がある。「英語の辞典は、ベーコンの著書からだけでも編纂が可能であるかもしれない」。詩人のP・B・シェリーは、ベーコンの飾り気のない正式な文体について証言している。
ベン・ジョンソンは、ファースト・フォリオにおいてシェイクスピアに宛てた献辞で「あの横柄なギリシアや傲慢なローマが生み出したすべての作品(Of all, that insolent Greece, or haughtie Rome...)」よりもシェイクスピアの作品を高く評価しているが、後年の著作において、ジョンソンはベーコンを讃えるのに同じ表現を用いている。
ベーコンが国家の歴史を書くことに関心を抱いていたことは、1621年の著書"History of the Reign of Henry VII"や、1608年の論文"Memorial of Elizabeth"、グレート・ブリテンの歴史を書くための財政支援を無心した1610年のジェームズ国王宛の書簡などからも明らかである。
ベーコンとシェイクスピアはいずれも1377年から1603年の君主とその治世を（ベーコンは歴史学として、シェイクスピアは史劇として）、互いに歴史観を重ねることなく描き出した。そして1623年、ベーコンはチャールズ王太子（後の国王チャールズ1世）に対して、ヘンリー8世に関する論文の執筆依頼を辞退するという返事を出している（シェイクスピアは1613年の時点で既に『ヘンリー八世』を脱稿していた）。

#### 1594年グレイズ・イン法学院での祝宴

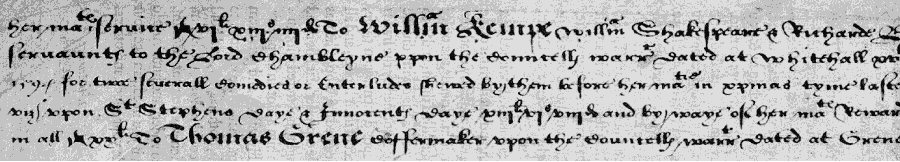
『間違いの喜劇』初演日である1594年12月28日に、別の場所で行われた御前公演に対する報酬がシェイクスピアらに支払われたことを示す宮廷の財務記録。

グレイズ・イン法学院(グレイ法曹院; Gray's Inn)で伝統的に催されていたクリスマス・パーティでは、舞踊や宴会の他に、余興として芝居と仮面劇を上演することになっていた。1594年から翌年にかけての冬に開催された祝祭では、上演されたアマチュア演劇の全てが記録に残されている。この記録文献『グレイズ・イン法学院録』("Gesta Grayorum")において、執筆者のデズモンド・ブランドはこれらはみな上流階級の人間が身に付けているダンスや音楽、演説、演技力といったことの訓練にするつもりであることを記している。ジェームズ・スペディングは、この記事の執筆にベーコンが関与していたと考えている。
『グレイズ・イン法学院録』は1688年に公刊された68ページのパンフレットである。この中で、1594年12月28日（幼な子の日。イエス・キリスト生誕直後のこの日にヘロデ大王の命令でベツレヘムの幼児が大量虐殺された）に「プラウトゥス(Plautus)の『メナエクムス兄弟』("Menaechmi")によく似た『間違いの喜劇』という作品が上演された」との記述があり、これが記録に残っている限りでは『間違いの喜劇』の最初の上演である（なお、実際にこの作品はほぼ同時期に英訳・上演された『メナエクムス兄弟』を種本として書かれている）。問題は、舞台に立ったのが誰であるにせよ、シェイクスピアとその劇団でなかったことだけは確実であるという証拠の存在することである。シェイクスピアの所属していた宮内大臣一座は、同じ日にグリニッジで女王のための上演を行っていたことを示す1595年3月15日付の文書が宮廷に残っている。E・K・チェンバースによれば、宮廷での上演は常に夜間開催され、午後10時頃に始まって翌日の午後1時まで続いたとのことであり、宮内大臣一座が両公演に出演することはおよそ不可能である。しかも、実行委員会による全ての出納を記録したグレイズ・イン法学院の帳簿からは、この戯曲の上演にあたって作家や劇団に報酬を支払った形跡が一切見られない。ベーコン派研究者の考えによると、これは『間違いの喜劇』がこの祝宴のための出し物として、法学院のメンバーによって執筆・上演されたものだからに他ならない。この議論に難点があるとすれば、『法学院録』の記述では出演者達のことを「本職の一座と一般の人たち」と述べていることで、これはプロの劇団を指すことはあっても法学生を指すことはないという点である。しかし、『法学院録』の陽気な語調と、「魔法使いだか手品師だか」が「ドタバタ喜劇をメチャクチャにした」と非難されていることから、「本職の一座」というのは法学院の学生劇団のことを冗談めかして表現したものだろうとベーコン派研究者は解釈している。実際法学院は祝宴の前後に劇団を設けており、1595年2月11日の出納簿にも「100マルクの支出：この懺悔季節（shrovetide、灰の水曜日前の三日間）における女王陛下の御前での運動競技会と公演への報酬として」という記録がある。この役者達がベーコンの指導下にいたという証拠がある。バーリー男爵ウィリアム・セシルに宛てた1598年以前の書簡で、ベーコンは「四法学院（グレイズ・インの他にミドル・テンプル(Middle Temple)、インナー・テンプル(Inner Temple)、リンカーンズ・イン(リンカーン法曹院; Lincoln's Inn)の四学院が存在していた）主催の仮面劇に参加できなくて残念です…（中略）…グレイズ・インからは12人が参加して仮面劇を行なう予定です」云々と書いているのである。また1613年にホワイトホールで上演された仮面劇でフランシス・ボーモントが書いた献辞でベーコンはグレイズ・インとインナー・テンプルの両法学院における上演の「主要立案者」と呼ばれている。またベーコンは1594-95年の祝祭より前に会計係を務めていたこともあった。
一方、『間違いの喜劇』を上演したのはやはり宮内大臣一座であったろうと考える研究者は、その居所に関する矛盾は宮廷の記録ミスであると解釈している。W・W・グレッグは以下のような説を提示した。「宮廷の財務官の記録によれば、宮内大臣一座は12月26日と12月28日の御前公演の報酬を受け取っている。しかしこれらの記録では、海軍大臣一座に対しても12月28日に支払いがなされている。御前公演が一夜に二度行なわれた例がないわけではないが、財務官が27日と書くべきところを28日と間違えて記載したと考えるのが妥当であろう」。

#### 言葉の類似性

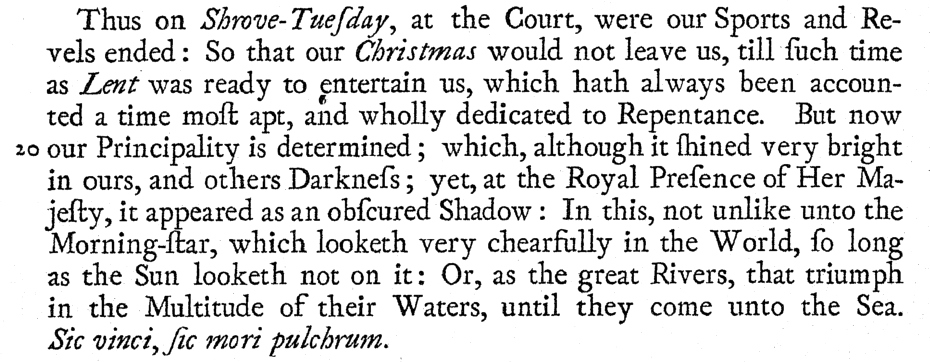
『グレイズ・イン法学院録』の最終段落。『ヴェニスの商人』と類似の表現が見られる。

##### 『グレイズ・イン法学院録』
『法学院録』の最終段落（右図参照）では'greater lessens the smaller'という構文が用いられているが、これは『ヴェニスの商人』（1594年–1597年）の第5幕第1場で使用されているのと同じものである。
『法学院録』は、『ヴェニスの商人』のこの一節と同じテーマや例を3つ用いている。貴族のために影の薄くなってしまう臣下、天体の輝きによって霞んだ淡い光、海へ溶け込んで薄められる川などである。ベーコンもまた1603年以降のエッセイにおいて、これらの例の内2つを使用している。「完全な混和の第二の状態は、より強いものがより弱いものを弱めるというものである。したがって二つの光が合わさったときにはより強い光がより弱い光を暗くするということが分かる。そして小さな川は大きな川へ流れ込み、それ自体としての名前も流れも失うのである」。「名前も流れも失う」とよく似た表現が『ハムレット』（1600年 - 1601年）の第3幕第1場にも見られる。
ベーコンは自分の参照した資料に言及するのを注意深く避け、自身の著作においてシェイクスピアの名に触れることは一度もなかった。『法学院録』が1688年の出版以前に回覧されていたとしても（そのような事実は知られていないが）、手にすることができたのは法学院の関係者に限られていただろうともベーコン派は主張している。

##### 『プロムス』
ことわざや比喩、警句、定型の挨拶文などを集めた1655篇の手稿からなる『慣用表現と上品語の宝庫』（"Promus of Formularies and Elegancies"、略称『プロムス』）と題された雑記帳が19世紀に発見された。自作の断章も含まれてはいたが、大半は他の文学者の引用であった。出典には、セネカやホラティウス、ウェルギリウス、オウィディウスといったギリシア・ローマの古典文学者や、ジョン・ヘイウッド(John Heywood)の"Proverbs"（1562年）、モンテーニュの『エセー（随想録）』（1575年）、その他フランスやイタリア、スペインの文学者が含まれる。エドワード・トンプソン卿(Edward Maunde Thompson)は、この『プロムス』（最終部分を除く）はベーコンの手になるものだと結論を下した。実際、原稿第115葉の裏にはベーコンの署名がある。この雑記帳の内、原稿に日付が入れられているのは3枚目（1594年12月5日）と32枚目（1595年1月27日）の2箇所だけである。『プロムス』中に書き込まれた表現の多くが、シェイクスピアのファースト・フォリオにおいても使用されている。以下、若干の例をあげる。
正統派研究者の見解としては、これらの語句は上記の例を見ても分かる通り極めてありふれたものであり、全く別の人物によって書かれた『プロムス』と正典の中でこれらが同時に使われていたとしても不思議なことではない。

##### 公刊された著作
『トロイラスとクレシダ』（第2幕第2場）には、アリストテレスの思想に関してシェイクスピアがベーコンと全く同じ解釈を下している箇所がある。
ベーコンの著書においてもこれと類似した見解を見出すことができる。実際、『ニコマコス倫理学』においてアリストテレスは「したがって、青年は政治学講義の聴講者にはふさわしくない。そして青年は熱情に流されがちであるため、その勉学は失敗し無利益に終わることだろう」と書いている。シェイクスピアとベーコンの著作それぞれにおいて、この一節に情熱や熱気という比喩を用いている上に、「政治学」を「倫理学」に置き換えるという改変を加えているところまで一致しているのである。シェイクスピアの戯曲はベーコンの著書の刊行に先立っているため、後者が前者の表現を借用したと考えられないことはない。ただし、アリストテレスは政治学と倫理学を同等視していたことから、2人揃って同じテキストから同じ（「解釈」という程のこともなく）推論をしたと見なすこともできる。アリストテレスの著書を精読すれば、そこで述べられていることを「青年は倫理学のみを勉強するべきであり、唯一政治学だけは勉強するべきではない」と解釈することは不可能である。また「情熱」の語も、青年について用いられる語句としては全くありきたりなものであり、アリストテレス自身も使用している。

### クリストファー・マーロウ

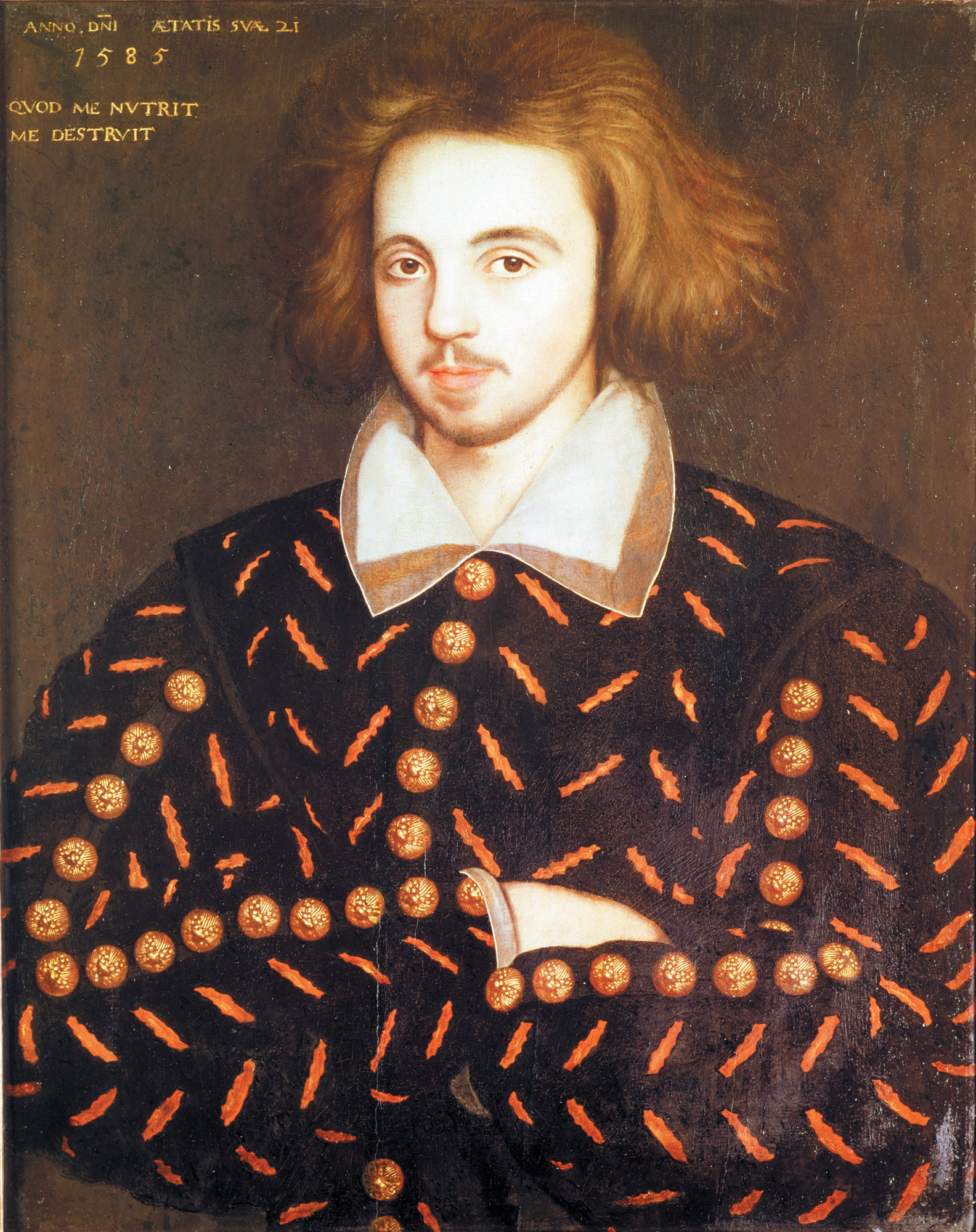
クリストファー・マーロウも、真の作者候補として知られる劇作家である。

クリストファ・マーロウ（Christopher Marlowe、1564年 - 1593年）はエリザベス朝演劇の基礎を築いた劇作家の1人である。このクリストファー・マーロウを真の作者と考える人々もまた少なくない。しかしマーロウがオックスフォード伯やベーコンと決定的に異なっているのは、シェイクスピアと同年の生まれながらシェイクスピアよりも早くから人気作家としての地位を確立し、シェイクスピアが劇作を始めた1593年の時点で既に死去していることである。マーロウ派の人々は、この死は偽装であり、生き延びたマーロウが「シェイクスピア」という別の名前で劇作を続けていたのだと主張している。

#### 概要と歴史
マーロウ説が浮上したのは1895年頃であり、20世紀初頭からアーチー・ウェブスターらによって広められた。しかしマーロウを真の作者とする最も詳細な理論を構築したのはアメリカのジャーナリスト、カルヴィン・ホフマン(Calvin Hoffman)とその著書"The Murder of the Man who was Shakespeare"（1955年）である。マイケル・ルボ(Michael Rubbo)によるドキュメンタリー映画"Much Ado About Something"（2001年）においても、マーロウが真作者であった可能性を検証している。

#### 証拠と批判
1593年、居酒屋でイングラム・フライザーという男と口論から喧嘩になり、ナイフで刺されて死亡した後無縁墓地に埋葬された。歴史にはこう書かれているが、実はこのマーロウの死は偽装であるというのがマーロウ派の考えである。
この頃マーロウは無神論者（当時は犯罪者である）の嫌疑を掛けられていた。当局の調査により逮捕されて死刑になる可能性が高まったため、パトロンであったトマス・ウォルシンガムが中心となって偽装殺人事件を演出し、うまくイタリアへ逃げ遂せたマーロウはその後「シェイクスピア」という筆名で執筆活動を続けたのだというのがマーロウ派の考える筋書きである。
殺害犯のフライザーがトマス・ウォルシンガムの使用人であることや、トマス・ウォルシンガムが後の国務大臣フランシス・ウォルシンガム卿(Francis Walsingham)の従兄弟であったため諜報機関との繋がりがあったこと、またマーロウの周囲には舞台関係者が大勢いたため偽装殺人事件の演出くらいならばお手の物であったことなどがその状況証拠である（なお、マーロウは学生時代からスパイとして活動していたという噂もある謎めいた人物であったため、ウォルシンガムが口封じのためにマーロウを謀殺したのだという説もある）。
マーロウの死が偽装であり1593年以降も存命であったことを示す証拠文書として提示されるのは、1599年と1602年にスペインのバリャドリッドで「クリストファー・マーロー」(Christopher Marlor)なる人物が逮捕されていたことを記録した外交文書である。また1604年にゲイトハウス監獄(Gatehouse Prison)に短期間拘留され、やはり諜報機関の幹部であった初代ソールズベリー伯ロバート・セシル（オックスフォード伯の義父であった初代バーリー男爵ウィリアム・セシルの次男）に保釈金を出してもらうことで釈放された「ジョン・マシュー」(John Mathew)なる人物こそ、偽名を用いていたマーロウだとされる。正統派研究者からは、マーロウだのマーレイだのといった名前は極めてありふれたものであり、それらの文書に記載されたのが果たしてマーロウその人であったかどうか確かめようがないとの反論がなされている。
マーロウ派の人々をとらえて離さないのは、シェイクスピアとマーロウが同年の生まれである上に、シェイクスピアの公的な経歴の始まりが、マーロウが死んだ（とされる）時期とほぼ一致するという事実である。シェイクスピアの処女出版である『ヴィーナスとアドーニス』は1593年4月4日に刊行許可が下りている（実際に配本となった日付は記録されていない）。初版本には"William Shakespeare."との署名でサウサンプトン伯への献辞がある。また俳優としてのシェイクスピアに関する記録は1594年の12月から始まるのである。
マーロウ派研究者は、マーロウとシェイクスピアの作品を他の作家による作品と比較して計量文献学（Stylometry、コンピュータを用いて、各語の平均的な字数や語彙、前置詞の用法や特殊な用語の使用頻度などを比較する。近代的かつ実証的である反面、ジェイムズ・ジョイスの『ユリシーズ』の著者は5人おり、いずれも『フィネガンズ・ウェイク』の著者とは別人であるなどという結果が出ることもある）の見地から調査を行った。最初にこの方法で検証を行ったのはトマス・メンデンホール(Thomas Corwin Mendenhall)であり、その後Louis Uleとジョン・ベイカーがさらに徹底的な研究を重ねた。その結果、対象となった何人かの作家の中でマーロウとシェイクスピアだけが語彙や使用頻度の一致を見せ、しかも一文の平均語数が4.2と全く同じ数値を示したのである。
正統派の研究者は、そうした類似点が見られるのはシェイクスピアの若い頃から人気のあったマーロウの影響が現れたためとも考えられ（事実、『ヴェニスの商人』などはマーロウの作品『マルタ島のユダヤ人』（"The Jew of Malta"、1589年？)を種本としており、類似点が多いことはむしろ当然といえる）、2人が同一人物であったことを示す有力な証拠とはなりえない、また2人の作品はたとえ語彙が似通っていたとしても、文体や完成度の高さが全く異なると答えている。シェイクスピアの複雑な人物造形の才能や、散文及び弱強五歩格(Iambic pentameter)だけでなくそれ以外の韻律を用いた韻文の技術、喜劇作家としての天賦の才能などの痕跡は、マーロウが残した7本の戯曲からは見出すことができないのである。こうした文体や主題の不一致に関してマーロウ派は、マーロウは野心的な作家であり大胆な文体実験を行っていたのだ、当局の目をごまかし続けるためには文体を変える必要があったのだと説明している。

### サー・ヘンリー・ネヴィル

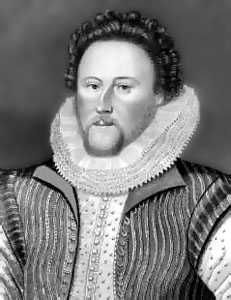
エリザベス1世の外交官であったヘンリー・ネヴィル卿

21世紀に入ってからも新たな候補者が現れた。シェイクスピアの遠い親戚に当たる同時代の外交官、ヘンリー・ネヴィル（Henry Neville、1562年 - 1615年）である。プリマス大学(University of Portsmouth)の非常勤講師ブレンダ・ジェームズとウェールズ大学アベリストウィス校(University of Wales)教授ウィリアム・ルビンシュタインによる共著"The Truth Will Out"（2005年）において提唱された学説で、ネヴィルの経歴を調べてみると、多くの戯曲の書かれた時期に、作中の舞台となる場所をネヴィルが訪れていること、ネヴィルの生涯と作中の事件に暗合が見られることなどがその論拠である。
ネヴィルは1599年にフランス大使を務めていることから、同じ時期に書かれた『ヘンリー五世』にフランス語が頻出している事実と符合する。外交官であれば、シェイクスピアに備わっていたはずのない外国語や宮廷に関する知識を持っていたことは明らかである。他にもネヴィルは諸外国を公務で訪れているが、ウィーン（『尺には尺を』）やヴェローナ（『ロミオとジュリエット』『ヴェローナの二紳士』）、デンマーク（『ハムレット』）など、シェイクスピア作品の舞台となった国が多い。
特にジェームズとルビンシュタインが強調するのは、シェイクスピアの史劇は密かに前王朝のプランタジネット朝を支持するものだという点である。ネヴィルは、1601年に第2代エセックス伯ロバート・デヴルーが企てたクーデターに連座したため、ロンドン塔に幽閉されている。作風が重くなっていった時期と一致しており、当時の現体制であるテューダー朝に忠実なものでないことにも説明がつく。そもそもネヴィルはプランタジネット朝の血を引いており、その上政治犯とあっては著者として表に名を出す訳にいかなくなったため、遠い親戚のシェイクスピアに名前を借りて作品を発表していたのだという説である。またジェームズとルビンシュタインは、ロンドン塔幽閉中にネヴィルが記した文書の内容が『ヘンリー八世』の中で使用されている、また計量文献学による両者の文体比較から、シェイクスピアとネヴィルの文体や語彙、特殊語の使用頻度などには類縁性が見られるとも主張している。

### その他の説
それ以外の人物を真作者とする学説も数多く提案されている。作家・翻訳者としてのみならず文学者の庇護者としても知られるペンブルック伯夫人メアリー・シドニー(Mary Sidney)、第6代ダービー伯ウィリアム・スタンリー(William Stanley)、サー・エドワード・ダイアー(Edward Dyer)、第5代ラトランド伯ロジャー・マナーズ(Roger Manners)などがその主な顔ぶれである。ラトランド伯の場合には、サー・フィリップ・シドニー（Philip Sidney、詩人としても有名であった）の娘でもある夫人のエリザベス・シドニーや、その伯母に当たるペンブルック伯夫人メアリー・シドニーとの共著説もある。そもそも別人説の起こる理由の1つに「平民にこれだけすばらしい作品を書くことができたのか」という疑念があるため、いずれも貴族が多いが、アイルランドの反乱軍兵士ウィリアム・ヌージェント(William Nugent)のような風変わりな説も合わせると、50人を優に超える人物が候補として挙げられている。その中には、ファースト・フォリオに掲載されたシェイクスピアの肖像画と似ているからというだけの理由で提示されたエリザベス1世説や、マルコムXによるジェームズ1世説なども含まれる。2016年10月25日時点の研究では、共著説が最有力となっており全集にもその但し書きが付される。

## 反ストラトフォード派の各分派間での論点
証拠資料の中には、正統的ストラトフォード派と反ストラトフォード派の間だけでなく、反ストラトフォード派の諸分派間での議論を引き起こすものが少なくない。ある候補者説を裏づける証拠が、ストラトフォードのシェイクスピアだけでなく別の候補者をも否定することがあるためである。

### 1604年問題
マーク・アンダーソン(Mark Anderson)は著書"Shakespeare by Another Name"においてシェイクスピアの作品それぞれの執筆年代を調べ、作者が1604年に謎の休筆をしていることに注目した。
1593年から1603年にかけて、シェイクスピア作品は少なくとも年に1作、多い時には4作もの割合で出版されていたのだが、その後1604年に入ると、シェイクスピアは突如として沈黙期に入り、約5年間新作の発表が途絶えたのである。初期の史劇の再版も1604年を1つの転換点としている。1593年から1604年までの間、シェイクスピア作品の劣悪な海賊版が数多く出版されては、その直後に増補ないし改訂された公式の再版本が刊行されるといういたちごっこが続いていた。ところが1604年を過ぎると、この新しい増補や改訂が行われなくなったのである。この点においてもシェイクスピアの仕事が1604年に中断されていることが見て取れるが、当時存命であったストラトフォードのシェイクスピアが作者であるならば、名声の頂点に達していた頃に筆を折るべき理由がないのである。アンダーソンはさらに、シェイクスピアは16世紀の終わり頃まではその時点で最新の科学的発見や出来事を作品の中へ盛り込んでいたのにもかかわらず、オックスフォード伯の死去した1604年頃から科学に関しても沈黙を守るようになったことに喚起を促している。いくつかの例の内目立ったものを挙げるならば、1604年の10月に見られた劇的な超新星（SN 1604）や、1609年に発表されたケプラーの惑星軌道に関する画期的な研究について、作品の中で全く触れられていないのである。
W・R・チェトウッド(W.R.Chetwood)は1756年に、著書"Memoirs of the Life and Writings of Ben Jonson"において、上演記録に基づきながら「1603年の終わりもしくは翌年のはじめに、シェイクスピアは作家としても役者としても、舞台に別れを告げたのだ」と結論付けている。1874年、ドイツの文学史家カール・エルツェ(Karl Elze)は、シェイクスピアの最後期の作品とされる『テンペスト』と『ヘンリー八世』はいずれも1603年から1604年に掛けて書かれたものだと述べている。さらに、18世紀から19世紀の研究者の多くが『ヘンリー八世』の執筆年代を1604年以前としている。
ただし、シェイクスピア作品の執筆年代はいずれも推測であり、完全に年代を特定された作品は極めて少ない。1604年以降執筆をしていないというのはオックスフォード派による研究成果であり、ストラトフォード派の研究者の多くは『冬物語』や『テンペスト』を1610年頃に書かれた作品と考えている。しかしそれでも、1590年以降毎年少なくとも1作は執筆していたシェイクスピアの書誌の中で、1604年と1605年だけが空白となっていることに関しては従来の研究者も同意している（ストラトフォード派の書誌とオックスフォード派の書誌を比較されたい）。オックスフォード派の研究者は、それに加えて以下のような証拠を例示することで、シェイクスピアのものとされる戯曲や詩を書いた人物は1604年頃、遅くとも1609年までには死去していたはずであるという結論を出している。
これらの見解の真実性が明らかになれば、正統的ストラトフォード派の学者がその拠り所を失うことになるのは確実である上、ベーコンやネヴィルも真作者候補から外されることとなるため、この問題はオックスフォード派にとって最重要の立脚点であるばかりなく、反ストラトフォード派全体にとって極めて重要な論点となっている。

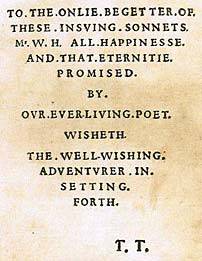
『ソネット集』の献辞。上述のハイフン入りの名前と著者の正体をめぐる論争ばかりでなく、登場人物のモデルは誰かという諸説入り乱れた議論が続いている。

#### 『ソネット集』
オックスフォード派は、作者は遅くとも1609年までに死んでいたはずであると主張しているが、この1609年とはShake-Speareの『ソネット集』出版の年であり、冒頭に置かれた献辞がその証拠である。この献辞は著者によってではなく「T.T.」というイニシャルの人物によって書かれており、これが出版人トマス・ソープ(Thomas Thorpe)であるということにはほとんどの研究者が同意しているが、問題は"'our ever-living Poet'"なる言葉である。刊行者から著者である「我らが不滅の詩人」に奉げるという意味であるが、この「不滅の」なる語が存命の人物に対して冠せられることはめったになく、通常は死者に対してしか用いられない言葉であり、1616年まで生きたストラトフォードのシェイクスピアには当てはまらないのである。
ストラトフォード派の研究者は、それよりももっと早い時期、作者が（その正体が誰であれ）まだ生きていたとオックスフォード派も認めざるをえない1598年に、明らかにシェイクスピアに言及した詩の一節、"Live ever you, at least in Fame live ever: Well may the Body die, but Fame dies never"（永遠に生きよ。少なくとも名誉のもとで永遠に。肉体が死んでも、名誉は決して死にはしない）を引用することをもって答えている。しかしこれはあくまで類似の表現であり、ストラトフォード派の人々は「不滅の」という語が存命の人物に対して用いられた例を発見するには至っていない。

#### 『テンペスト』
（詳細は後述する「ストレイチー書簡」の節を参照）
主流の研究者達によって、『テンペスト』は1610年に書かれた難破事件に関する記録から着想を得たものであることが示されている。1609年、アメリカ植民地へ向かうイギリス船Sea Venture号が嵐に巻き込まれて難破し、消息を絶った。乗員は全員死亡したものと考えられていたが、翌年になって無事に帰還し、大きな話題となった。生存者ウィリアム・ストレイチーによる書簡（出版されたのは1625年）の写しやシルヴェスター・ジョーダンの『バミューダ島発見記』（"A Discovery of the Bermudas"、通称「バミューダ・パンフレット」）が1610年に広く出回っていたので、嵐の描写の類似などからシェイクスピアがこれらを参照していたというのが定説になっている。しかし、文学者のケネス・ミューアが「私が思うに、バミューダ・パンフレットがこの作品に及ぼした影響の大きさは誇張されているのではないか」と疑義を表明したのである。ミューアは、ストレイチーの報告書よりも前に書かれたセント・ポールによるマルタでの難破報告書と『テンペスト』との間で共通する13の主題や言い回しを引用している。加えてオックスフォード派は、『テンペスト』に登場する言葉やイメージの引用元として、リチャード・エデンの"The Decades of the New Worlde Or West India"（1555年）やエラスムスの"Naufragium"（"The Shipwreck"、1523年）の存在を強調する。これらはいずれも『テンペスト』に影響を与えたかもしれない資料として従来から知られていたが、オックスフォード派はこれこそが種本であったということを証明するために新しい調査を進めている。

#### 『ヘンリー八世』
ストラトフォード派研究者の間では、『ヘンリー八世』が1612年から1613年の作品であるということは了解事項となっている。1612年にエリザベス王女の結婚式のために書かれたらしいことや、翌1613年の上演のさいに第3幕第4場で祝砲を鳴らしたところ、飛び散った火薬から引火してグローブ座が全焼したという事件があるためである。しかしオックスフォード派研究者は、それから50年後の1663年に書かれたサミュエル・ピープスの日記に『ヘンリー八世』を「新しい」作品と称している箇所を見つけ出した。つまり、とうの昔に上演された作品であることを知らない人は多かったのである。ということは、1612年よりも前（具体的には1604年以前）に書かれた作品である可能性がない訳ではない。さらには、18世紀から19世紀の大多数の研究者（サミュエル・ジョンソン、ルイス・シオボールド(Lewis Theobald)、ジョージ・スティーヴンス(George Steevens)、エドモンド・マロウン(Edmond Malone)、ジェームズ・ハリウェル＝フィリップス(James Halliwell-Phillipps)など）は、いずれも『ヘンリー八世』の執筆年代を1604年以前としている。

#### 『マクベス』
またストラトフォード派は、オックスフォード説にとっては根底を覆されるほど不利な証拠となる作品として『マクベス』を挙げる。この作品は伯爵死後の1605年11月に露見した火薬陰謀事件の余波の中で書かれたものであると考えられるためである。とりわけ、第3幕における門番のセリフに出てくる"equivocation"（二枚舌。同一の曖昧な言葉を複数の意味で使用するという虚偽はどこまで許容されるかという議論も意味する）が、この事件に関与して処刑されたヘンリー・ガーネット神父(Henry Garnet)を指している可能性が高いことも指摘される。オックスフォード派は、この"equivocation"はエリザベス1世の宰相ウィリアム・セシルによる1583年の政治論文もしくは1584年にスペインの高位聖職者マルチン・デ・アツピルクェタ(Martin de Azpilcueta)によって書かれ、ヨーロッパ中に広まって1590年代にはイギリスへも流入していた綱領で扱われていたテーマでもあると反論している。ニュー・ケンブリッジ版全集においてA・R・ブラウンミュラー(A. R. Braunmuller)も、1605年以降の作品と断定するには根拠が薄弱であり、遅くとも1603年以降と見ておくのが妥当であると述べている。またオックスフォード派は、王の殺害と王位簒奪を主題としている作品であることから、『マクベス』がジェームズ1世の即位（1603年）を祝うために書かれたという定説をも疑問視している。

#### その他の後期作品
1969年と1977年に刊行されたペリカン叢書(Pelican Books)版のシェイクスピア全集において、編集責任者のハーバード大学教授アルフレッド・ハーヴィッジ(Alfred Harbage)は、従来シェイクスピアの後期作品と見なされてきた『マクベス』『アテネのタイモン』『ペリクリーズ』『リア王』『アントニーとクレオパトラ』の執筆年代はいずれも1604年を越えるものではないという見解を示した。本当の執筆年代は従来考えられてきたよりも前であると主張するオックスフォード派研究者は他にも多い。執筆時期を特定するための証拠として、作品中に現れる時事的な隠喩を判断材料とするのは当然のこととされているが、こうした時事的な問題を反映させたり、特定の人物や政治的事件に敬意を表したりするために、俳優や劇団の配慮で台本が修正されるという、舞台芸術の世界では伝統的に行われていた改変が加えられている可能性を無視しているというのがその論拠である。
しかしオックスフォード派研究者の中にも、『ヘンリー八世』『アテネのタイモン』『ペリクリーズ』といった後期作品の推定執筆年代は従来の見解と大きく異なるものではないと考える者はいる。これらの戯曲はシェイクスピアの未完成作品であり、1604年に作者が没した後に別の人物が補筆して完成させたのだという立場からである。事実、これらの作品がシェイクスピア単独の著作ではなく別人の手が入っている（『ヘンリー八世』はジョン・フレッチャー、『アテネのタイモン』はトマス・ミドルトン、『ペリクリーズ』はジョージ・ウィルキンズ(George Wilkins)による）ことは主流派研究者の間でも共通の見解である。シェイクスピアが1604年以前に単独で完成させたのか、1604年に没してから別人が加筆したのか、あるいは1604年以降も存命のまま別人と共同執筆したのかを断定する決定的証拠はいずれの学派も発見していない。

### 暗号

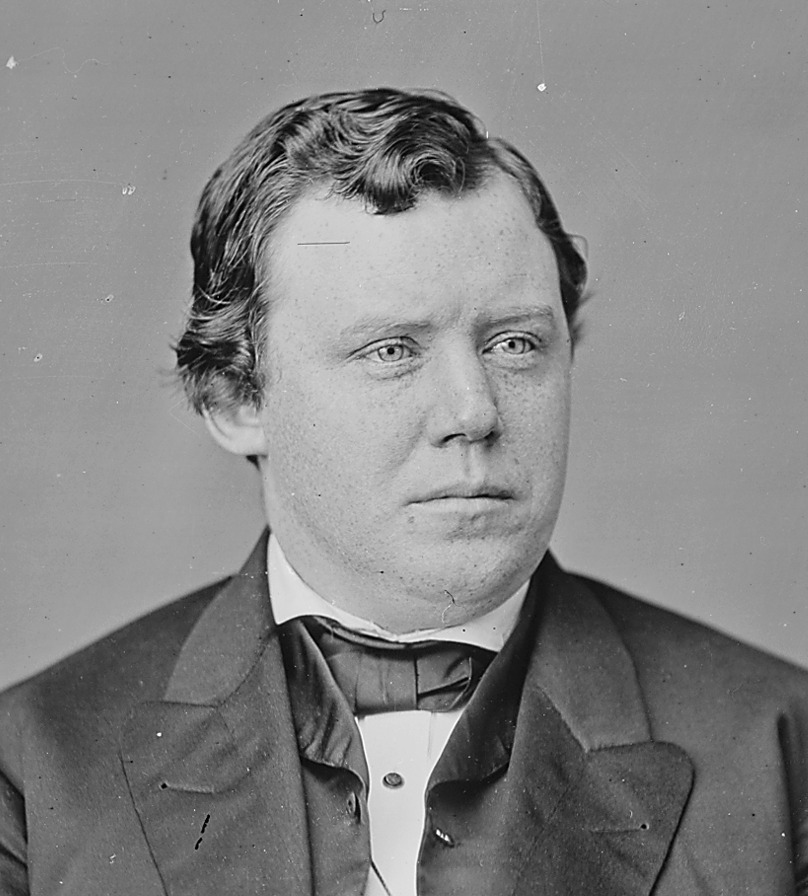
イグネシアス・ドネリー。アトランティスの超古代文明が人々の堕落のために滅びたように、ベーコンが戯曲の中へ潜ませた偉大なる哲学に基づいて無知や迷信から脱却しなければ、現代文明は巨大彗星の衝突により滅亡するであろうと予言した。晩年はアメリカ人民党の副大統領候補でもあった。

もはや信仰に近いとさえいえる難解な解釈をする研究者は、シェイクスピアの正典の中に暗号の形で隠された秘密のメッセージを見出すことでこの問題を解決しようと考えている。彼らが発見したと主張する暗号の多くは、ベーコン説を裏づけるものであるが、これはベーコンが暗号解読法に精通していたという事実に照応させたものである。
アメリカの連邦議会議員にしてSF作家、またアトランティス大陸理論家でもあるイグネシアス・ドネリー(Ignatius L. Donnelly)は、著書『偉大な暗号文：シェイクスピア作と称されたる戯曲に含まれたフランシス・ベーコンによる暗号』（"The Great Cryptogram: Francis Bacon's Cipher in Shakespeare's Plays"、1888年）とその続編『戯曲および墓碑の暗号』（"The Cipher in the Plays, and on the Tombstone"、1899年）において、シェイクスピアの戯曲の中に作者がフランシス・ベーコンであることを示す暗号化されたメッセージを発見したと書いているが、この暗号はドネリーにしか理解できないものであった。
19世紀におけるシェイクスピア別人説の議論の多くが、シェイクスピア作品の中に隠された真の作者を明らかにする暗号の発見とその解読のために割かれた。この頃研究された暗号は主にクリプトグラム(cryptograms)と呼ばれるものであり、文章中の単語を構成するアルファベットを、数文字ずつ前後のアルファベットに置換することによって作られるものである（例として、『2001年宇宙の旅』に登場するコンピュータHAL 9000の名は、IBMの3文字を、Iの前のH、Bの前のA、Mの前のLに置き換えたものだという根強い風説などがある）。またエリザベス・ウェールズ・ギャラップ(Elizabeth Wells Gallup)は、ベーコンによる「バイリテラル暗号」がファースト・フォリオに含まれているとの見解を発表した。バイリテラル（二文字）暗号とは暗号化の方法として2つの書体を用いたものであり、ベーコンが1605年に著書『学問の進歩』において記した「aとbという2つの記号を5個組み合わせることによって暗号を作ることができる」（2進法で5桁あれば 25 = 32通りの組み合わせができるので、その内26組でアルファベット全てを対応させることができる）という記述に基づいたものである。この暗号は"great cryptogram"のような形で表される。斜体の文字を0、立体の文字を1と置き換えるとこの文字列は"011000100100101"となる。これを5文字ずつに分けると"01100 / 01001 / 00101"となり、2進法の数と見なして10進法に置き換えると"12 / 9 / 5"である。アルファベットで12番目、9番目、5番目の文字に変換すれば"lie"という言葉が現れるというのがこの暗号法である（Bacon's cipherも参照）。ギャラップ夫人は正典中のこうした暗号を調べた結果、ベーコンはシェイクスピアのものとされている作品の真の著者であり、その上ベーコンとエセックス伯はエリザベス女王とレスター伯ダドリーの間に生まれた私生児であるとの説を発表した。しかし、この「2つの書体」なるものを判別できるのはやはりギャラップ夫人だけであった（そもそもファースト・フォリオには使い回しの活字が3種類以上用いられている）。
作中の暗号メッセージ（であるかもしれないもの）として最も有名な例は、『恋の骨折り損』に登場する"Honorificabilitudinitatibus"という不可解な単語である。これが他にも多く「発見」された暗号の中でもとりわけ重要視されるのは、この単語がラテン語の"HI LUDI F.BACONIS NATI TUITI ORBI"（「これらの戯曲はF・ベーコンの作りて世に残すものなり」）という文章のアナグラムとなっていることがエドウィン・ダーニング＝ロレンス(Edwin Durning-Lawrence)によって明らかにされたためである。ただし、コンピュータのない時代のアナグラム研究は、文字を配列する順序が解読者の恣意に任されている（例えばB、A、C、O、Nの順に拾い、残った文字で辻褄を合わせる）ため、解読者の望む通りの答えに至りやすいこと、解答は全ての可能な配列の内の1つでしかないことが忘れられがちであることなどには留意する必要がある。事実、この単語は"UBI ITALICUS IBI DANTI HONOR FIT"（イタリア人がいれば、名誉はダンテのもの）などとも並べ替えることができ、やがて"ABI INIUIT F.BACON HISTRIO LUDIT"（ベーコンよ去れ。あの俳優が登場して演技中だ）という別解を示されてダーニング＝ロレンスは自説を撤回した。そもそもこの単語はシェイクスピアの造語ではなく、シェイクスピア以前からごくまれにではあるが他の作家によっても使用されていたため、ベーコン説を強く支持するものとはなりえない。Honorificabilitudoという語が1187年に書かれたラテン語の憲章にあり、1300年にはhonorificabilitudinitasという語が現れている（いずれも意味は「面目」「敬意に値すること」など）。ダンテの『俗語論』（1304年 - 1307年）にも、長い単語の例としてhonorificabilitudinitateが挙げられている。『オックスフォード英語辞典』によると、シェイクスピアと同時代（1599年）にはトマス・ナッシュ(Thomas Nashe)が同じHonorificabilitudinitatibusの語形でこの語を使用している。スコットランド語で書かれた作者不詳の書物"The Complaynt of Scotland"（1549年）や、ジョン・マーストン(John Marston)の戯曲"The Dutch Courtesan"（1605年）でも使用されているが、これらの作品をベーコンが書いたものだと主張している者はいない。
『ソネット集』にも同様の暗号が散見されるとの研究がなされているが、シェイクスピア自身を示すものとマーロウを示すものの両方が発表されている。
こうした議論は、本当に「隠されたメッセージ」なるものが意図的に作品中へ織り込まれたものであるのか、そうであるとしてもシェイクスピアが書いたオリジナルのテキストに校訂者の手が加えられている可能性を一切排除してよいのか、そもそもそのような暗号を潜ませる必要があったのかといった疑問を差し置いたものであることは否めない。

### ストレイチー書簡

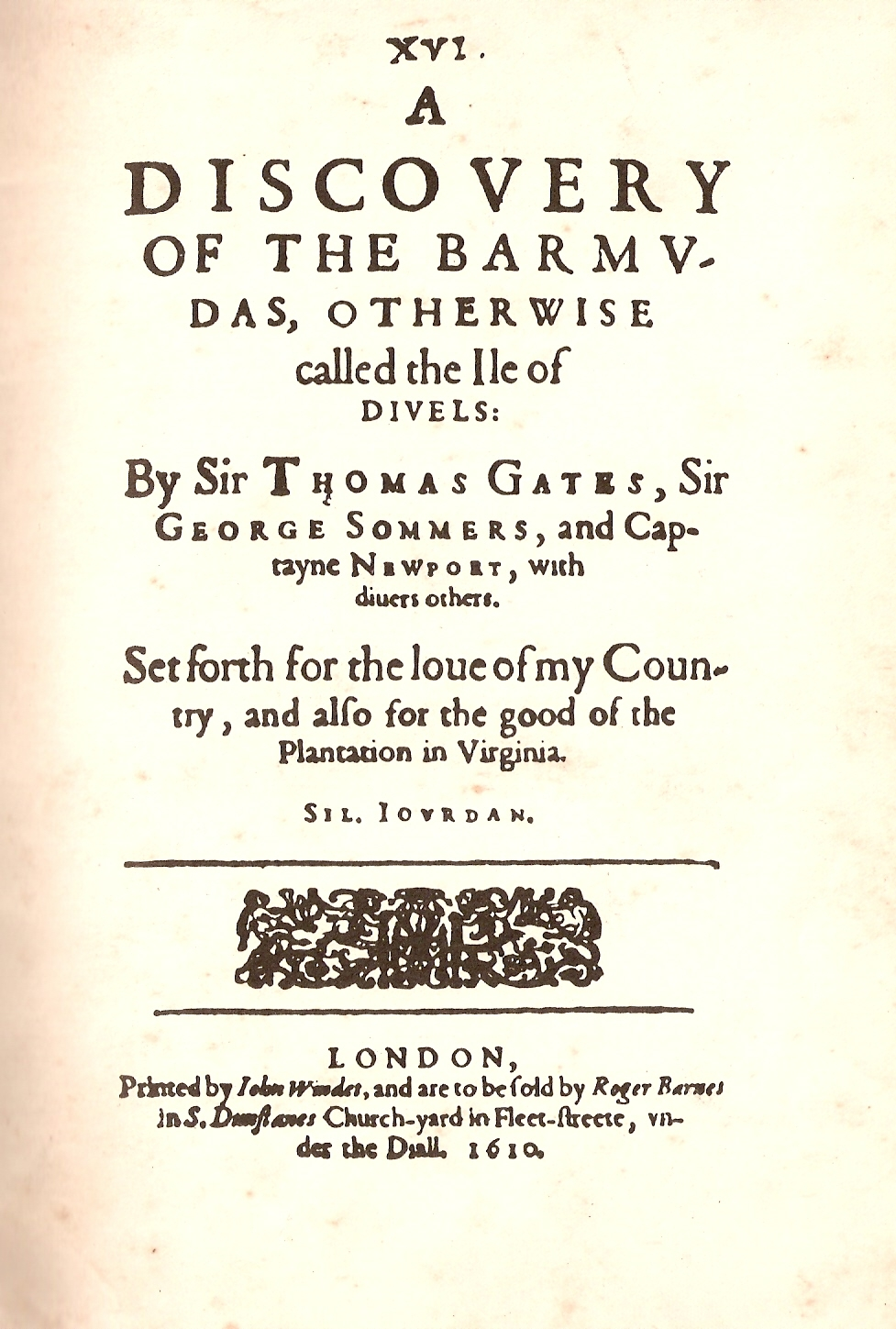
シルヴェスター・ジョーダンによる「バミューダ・パンフレット」

「ストレイチー書簡」は、『テンペスト』にインスピレーションを与えた可能性が高い資料であると従来の学者の多くが考えてきた。
この文書は、1609年にアメリカのヴァージニア植民地へ向かうイギリス船Sea Venture号がバミューダ諸島沖で嵐に巻き込まれて難破した際の様子を記述したもので、帰還した乗客の1人であった作家ウィリアム・ストレイチー(William Strachey)がヴァージニア会社と関わりのある「高貴な女性」に宛てて綴った書簡であり、1610年に書かれたと伝えられている。同年中には、この書簡（公刊されたのは1625年だが、写しが出回っていたと推測されている）やシルヴェスター・ジョーダン(Sylvester Jordain)の『バミューダ島発見記』（"A Discovery of the Bermudas"、通称「バミューダ・パンフレット」）が広く読まれていたので、嵐の描写の類似などからシェイクスピアがこれらを参照していたというのが定説になっている。そのため、この書簡は20世紀初頭以降の研究者から重要視されてきたのである。しかし1970年代には、この書簡の重要性は正統派の学者からさえ疑問視されるようになった。文学者のケネス・ミューアが「私が思うに、バミューダ・パンフレットがこの作品に及ぼした影響の大きさは誇張されているのではないか」と疑義を表明したのである。ミューアは、ストレイチーの報告書よりも前に書かれたセント・ポールによるマルタでの難破報告書と『テンペスト』との間で共通する13の主題や言い回しを引用している。
ストレイチー書簡が『テンペスト』の資料であったとすると、この戯曲はオックスフォード伯の死後に書かれたものであることになるため、この書簡の存在はオックスフォード派に対する強い反証となっていた。しかし、21世紀に入ってからの研究者の間ではシェイクスピアがこの書簡に基づいて『テンペスト』を執筆したという説に疑義が呈されるようになった。ニュー・ケンブリッジ版全集の編集者デヴィッド・リンドレイによれば、ストレイチー書簡は『テンペスト』の資料であった可能性はあるが、オウィディウスやモンテーニュのように、それがなければ書けなかったという程の資料ではない。オックスフォード派研究者はこれに賛同し、加えてその他の先行する資料の重要性を指摘している。特にリチャード・エデンの"The Decades of the New Worlde Or West India"（1555年）やエラスムスの"Naufragium"（"The Shipwreck"、1523年）は、言葉やイメージに関してストレイチー書簡よりも多くの類似点が見られるという新しい研究成果を発表している。
オックスフォード派のさらなる研究成果としては、リチャード・ハクルート(Richard Hakluyt)の著書『イギリス国民の航行・航海・交通および発見』（"The Principal Navigations, Voyages, Traffiques and Discoveries of the English Nation"、1598年 - 1600年）に、やはりバミューダ沖で1593年に起きたエドワード・ボナヴェンチャー号(Edward Bonaventure)の難破についてのヘンリー・メイ船長による目撃証言が掲載されているという事実の発見などがあり、バミューダ沖での海難事故は他にも起きていたこと、シェイクスピアが参照したのがストレイチー書簡ではなくこちらの事件報告であった可能性があることなどが指摘されている。この船に関するさらに注目すべき事実として、探検家マーティン・フロビシャーが1582年にレスター伯へ宛てた手紙の存在がある。この手紙でフロビシャーはオックスフォード伯が自分に投資してこの船を買い与えてくれたこと、すなわちオックスフォード伯がこの船の所有者であった時期があることを明らかにしているのである。
一方ベーコン派にとっては、1609年の時点ではベーコンがヴァージニア植民地の統治議会にいたという事実から、このストレイチー書簡は重要なものとなっている。ベーコン派の中には、この書簡は当初機密扱いとなっており、議会のメンバー以外には秘せられていたはずだと考える者がいる。その根拠は、植民地総督のトマス・ゲイツ(Thomas Gates)が1609年にヴァージニアへ向けて出発する際に政府が与えた指示である。「貴殿は以下の事柄について細心の注意を払うべし。英国に対しいかなる交渉がもたらされたか。いかなる文書が書かれたか。いかなる現地産品が梱包・封印されて本国政府の首班宛てに送られたか」。植民地政府が手紙の読み終えられた後もこの守秘義務を通す方針であったか否かに関しては議論の余地がある。つまり、機密文書に触れることのできる立場にいたベーコンなればこそストレイチー書簡の影響下に『テンペスト』を執筆できたのだとする仮説と、シェイクスピアの知人の多くがヴァージニア会社の役員ないしは役員と近しい関係にあったためシェイクスピアもその内容を知ることができたのだとする仮説が成り立つのである。

### ウォルター・ローリーの処刑

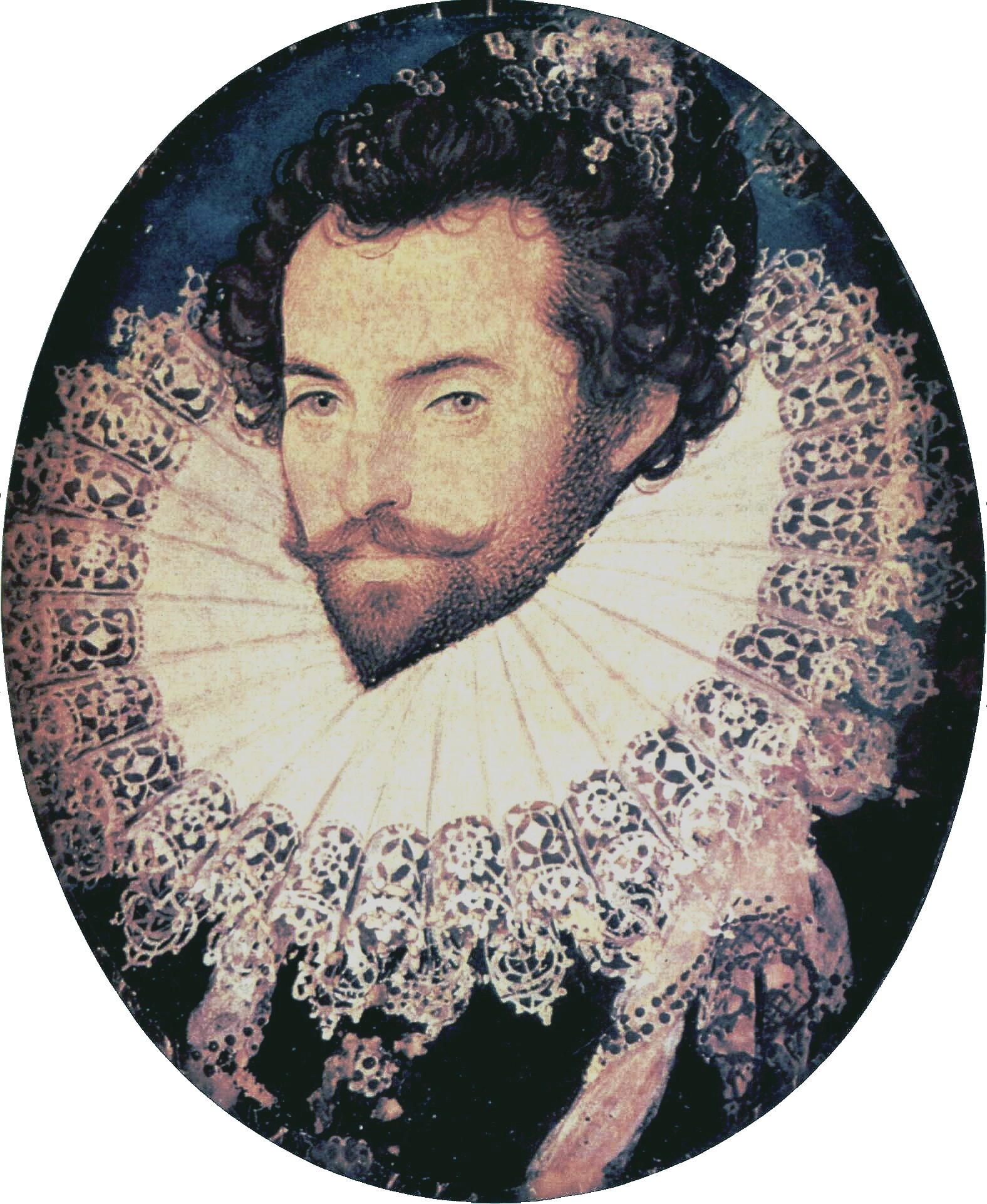
サー・ウォルター・ローリーの肖像。ニコラス・ヒリアード筆（1585年）。

ヴィクトリア朝時代におけるベーコン全集の編纂者であり、ベーコンに関する深い学識をもって反ベーコン派の立場を貫いたジェームズ・スペディング(James Spedding)は、『マクベス』の中のある一節はウォルター・ローリーの処刑をほのめかしたものではないかとの新説を提唱した。ローリーが処刑されたのは1618年、すなわちシェイクスピアの死後2年目、オックスフォード伯の死後14年目のことである。問題の一節は、マクベスに殺害されるスコットランド王ダンカンの長男マルカムが「不誠実な裏切り者/コーダーの領主」（"disloyall traytor / The Thane of Cawdor"）が処刑されたときの様子を述べた、第1幕第4場冒頭のセリフである。
死刑執行を目前に控えたローリーの気軽な様子をいくつかの資料が記しており、「彼の審理を行なう委員会はまだ戻っていなかった」という文言から、処刑が極めて迅速に執行された（反逆罪容疑による裁判の次の日であった）ことが窺われる。『マクベス』の主要な種本となったラファエル・ホリンシェッド(Raphael Holinshed)の『年代記』("The Chronicles of England, Scotland and Ireland")では、「王に対する反逆容疑で非難されたコーダー領主」に関して特別な詳細は書かれていないので、上記のような描写はシェイクスピア（もしくは別の真作者）による創作ということになる。シェイクスピア作品にローリーの処刑に関する言及があったとすると、これはベーコン派にとって特に有利な証拠となる。というのも、上述の通りローリーの処刑はシェイクスピアやオックスフォード伯を初めとする大半の候補者の死後の出来事であり、しかもベーコンは枢密院からローリーの身辺調査をするよう任命された6人の審議会委員の1人だったからである。
とはいえ、自らの処刑に際して勇敢な振る舞いを見せたエリザベス朝時代の反逆者はローリー1人にとどまるものではない。1793年にジョージ・スティーヴンス(George Steevens)は、件のセリフはスコットランド王と共謀して反乱を企てた咎で処刑された第2代エセックス伯ロバート・デヴァルー(Robert Devereux)の処刑をほのめかしたものではないかとの見解を述べた（エセックス伯の処刑は1601年、シェイクスピアやオックスフォード伯の生前の事件である）。「ジョン・ストウ(John Stow)の記述にしたがうならば、コーダーの領主の振る舞いは不運なエセックス伯のそれとほぼあらゆる状況において一致している。女王による寛容の要求、自身の弁明と告解、死刑台の上でなお礼節をわきまえて振る舞いたいとの懸念、こうした彼の挙措がそこには詳述されている」。スティーヴンスが注意を促しているように、エセックス伯はシェイクスピアの庇護者サウサンプトン伯の親友であった。またエセックス伯はベーコンが議会に職を得て間もない頃に相談役としてベーコンを雇ってもいた（ただし、後にエセックス伯はベーコンと仲違いし、伯爵の反逆罪容疑が浮上した際にはベーコン自ら伯爵を批判し起訴するに至った）。
ただし、これらの学説はシェイクスピア研究史の中でも特異な見解であり、『マクベス』の注解者のほとんどは、マルカムのこのセリフは純然たるフィクションであり、歴史上の事件や実在した人物をほのめかしたものではないと考えている。

### 地理的な知識
大多数の反ストラトフォード派研究者は、戯曲の作者は旅慣れた人物に違いなく、生涯に一度も国外へ出たことのないシェイクスピアではありえないと考えている。なぜなら、シェイクスピアの戯曲の多くがヨーロッパ諸国を舞台としており、しかも地方の特色といった細部にこだわりを見せているからである。これに対して正統派の学者は、他の劇作家によって書かれた同時代の作品にも外国を舞台としたものが非常に多いことから、シェイクスピアがこうした流行に同調していたことに何ら不可思議な点はないと答えている。そもそも、シェイクスピアの作品の舞台はシェイクスピア自身が考えたものではなく、作品の構想段階で資料とした種本から借用したものであることは従来の研究からほぼ明らかになっているのである。
真の作者に関する議論を別としても、シェイクスピアが作中で露呈した地理的な知識については疑問とされる点が多い。作中に地形的な情報が全く描かれていないと主張する学者もいる。例えば、ヴェニスを舞台とした『オセロー』や『ヴェニスの商人』の中には、ヴェニス名物の運河が一切登場しないのである。また、明らかな間違いも少なくない。『冬物語』の中で内陸国であるボヘミアの海岸を描いたり、『終わりよければ全てよし』の中では、パリからスペイン北部へ行くのにイタリア経由などという、まるで見当違いの道程を持ち出したりしている。
こうした明らかな不整合に対して、正統派と反ストラトフォード派の両陣営がそれぞれの立場から回答している。『ヴェニスの商人』に関しては、運河こそ登場しないものの、ヴェニスの交通手段である渡し舟「トラゲット」（traghetto、イタリア以外の国ではおおむねフェリーと呼ばれる）のような、現地でしか用いられない言葉を使用していることから、この都市に関する詳細な知識はもっていたはずであるとの見解が示されている。また存在しないはずの「ボヘミアの海岸」については、実はごく短期間ながらボヘミア王国がアドリア海まで領土を広げたことがあるという事実を著者が認識していたのだと説明されている。ボヘミアに海岸が存在していたそのわずかな期間に、オックスフォード伯がアドリア海周辺を旅行していたことがあるため、一見したところ事実誤認とも思えるこの記述を、オックスフォード派は自説に有利な証拠の1つとしている。反ストラトフォード派は、作者がこうした情報を得ることができたのは、領土問題のような政治上の機微に触れる議論に直接参加することのできた外交官や貴族、あるいは政治家のような人物だったからであると結論している。しかし、これらの議論は最も重要な事実を置き去りにしている。そもそも、こうした地理的な間違いは『冬物語』の種本となったロバート・グリーンの『パンドスト王』("Pandosto")の中に初めから含まれており、シェイクスピアはこの間違いまで借用してしまったのである。
一方、正統派の学者は、シェイクスピアの戯曲に登場する動植物の名前にはウォリックシャー地方独特の慣用的な言い回しが見られることを指摘している。『夏の夜の夢』で言及される"Love in Idleness"（サンシキスミレの異称）などがその例である。これは作者がウォリックシャー（いうまでもなくストラトフォード・アポン・エイヴォンを含む）の出身であることを裏付ける証拠となるというのが彼らの主張である。この点に関してオックスフォード派は、伯爵がやはりウォリックシャーのビルトン(Bilton)に邸宅を所有していた（ただし記録によれば、1574年に賃貸にして1581年には売却している）ことを付言している。